# Praca dzieci

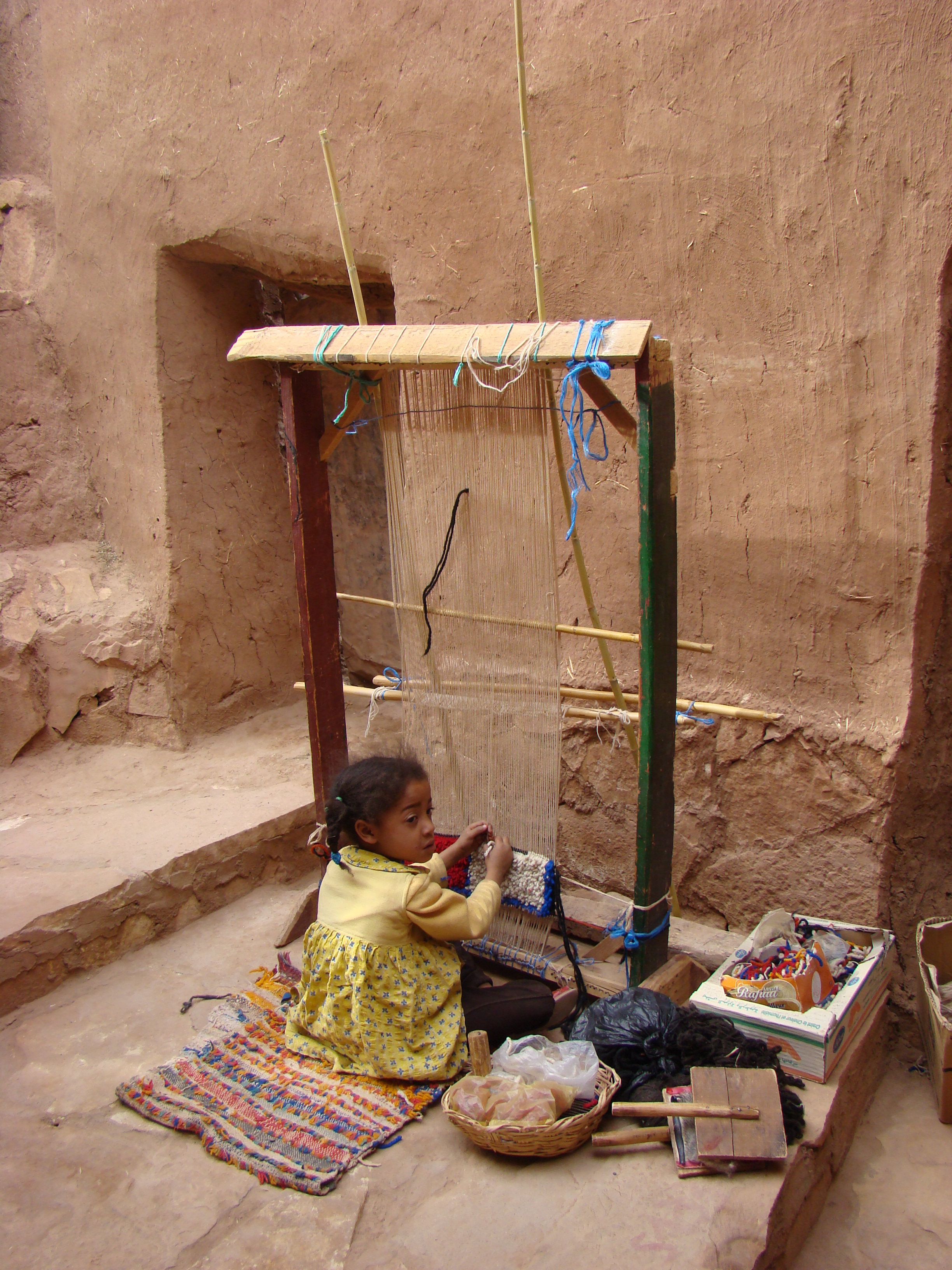
Dziewczynka pracująca na krosnach w Ajt Bin Haddu, Maroko (maj 2008)

Praca dzieci – zatrudnianie dzieci w każdej pracy, która pozbawia je istotnych składników dzieciństwa, koliduje z ich rozwojem, edukacją oraz jest szkodliwa zdrowotnie lub moralnie.
Tego rodzaju praktyki są uznawane za wyzysk przez wiele organizacji międzynarodowych  i zabronione przez prawa większości krajów . Przepisy te nie dotyczą każdego rodzaju pracy wykonywanej przez dzieci, np. wyłączają pracę artystyczną, obowiązki domowe, naukę i trening oraz pewne kategorie pracy charakterystyczne dla ludów tubylczych. Pracodawcom zwykle nie wolno najmować dzieci poniżej takiego wieku. Ten minimalny wiek zależy od kraju i od typu pracy, jaką osoba taka miałaby wykonywać.

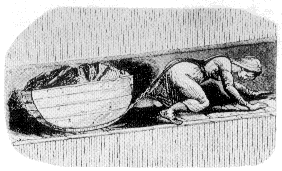
W Wielkiej Brytanii w XIX w. wprowadzono szereg ustaw Factory Acts regulujących warunki pracy dzieci. Zgodnie z Cotton Mills Act dzieciom młodszym niż dziewięcioletnie nie wolno było pracować, a osoby w wieku 9–16 lat mogły pracować 16 godzin dziennie. W 1856 r. prawo brytyjskie zezwalało na pracę dzieci w wieku powyżej 9 lat, przez 60 godzin tygodniowo, w nocy lub w ciągu dnia. W 1901 r. dopuszczalny wiek pracy dzieci wzrósł do 12 lat.

Dzieci pracowały w różnym stopniu, przez większą część historii. Jeszcze w XIX i na początku XX wieku wiele dzieci w wieku 5–14 lat, pochodzących z uboższych rodzin pracowało m.in. w Europie, Stanach Zjednoczonych i różnych koloniach europejskich mocarstw. Dzieci te pracowały głównie w rolnictwie, w domowych zakładach montażowych, fabrykach, górnictwie i usługach (np. rozdawnictwo prasy). Niektóre z nich pracowały na nocnych zmianach trwających 12 godzin. Wraz ze wzrostem dochodu gospodarstw domowych, większą dostępnością szkół i uchwaleniem przepisów dotyczących pracy dzieci spadł wskaźnik częstości pracy dzieci . W krajach rozwijających się, o wysokim poziomie ubóstwa i słabych możliwościach kształcenia, praca dzieci jest nadal powszechna. W 2010 r. w Afryce Subsaharyjskiej odnotowano najwyższy wskaźnik zjawiska pracy dzieci, w niektórych krajach dochodzący do 50% pracujących dzieci w wieku 5–14 lat. Rolnictwo jest największym odbiorcą pracy dzieci. Najczęściej dzieci pracują w środowisku wiejskim i nieformalnej gospodarce miejskiej. Dzieci są przeważnie zatrudniane przez rodziców  . Ubóstwo i brak szkół uważa się za główną przyczynę zjawiska . Według Banku Światowego skala pracy dzieci spadła z 25% do 10% w latach 1960-2003. Jednak absolutna liczba pracujących dzieci pozostaje wysoka, a UNICEF i ILO, oszacowały, że w 2013 roku 168 milionów dzieci w wieku 5–17 lat na całym świecie, były zaangażowane w regularną pracę.

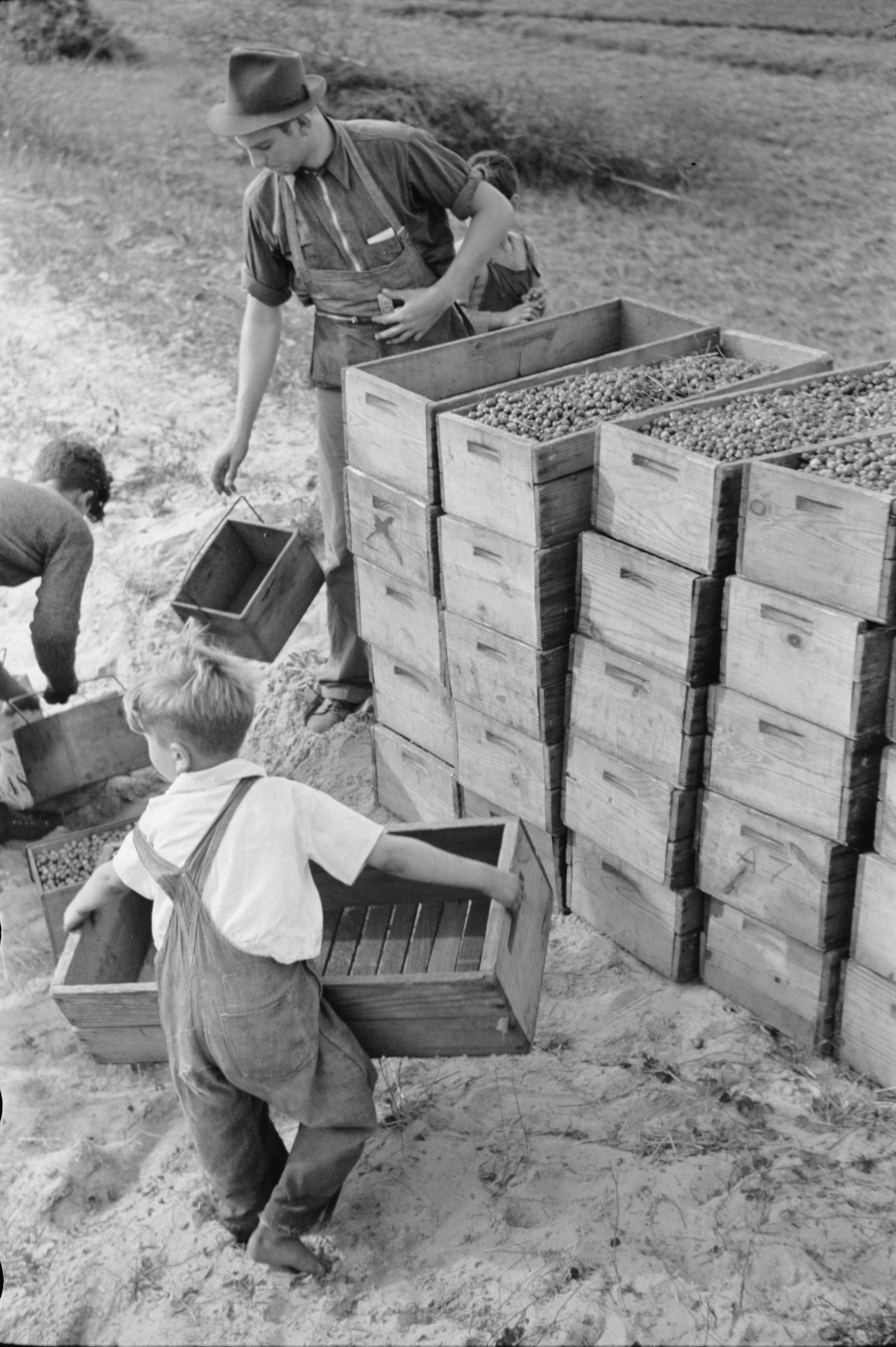
Arthur Rothstein, Praca dzieci przy zbiorach żurawiny, 1939. Brooklyn Museum

## Historia

### Praca dzieci w społeczeństwach przedindustrialnych
Praca dzieci stanowi nieodłączną część przedindustrialnych gospodarek . W społeczeństwach przedindustrialnych nie funkcjonowało pojęcie dzieciństwa we współczesnym znaczeniu. Dzieci aktywnie uczestniczyły w takich zajęciach, jak wychowywanie innych dzieci, polowanie i hodowla, gdy tylko zdobywały podstawowe zdolności do ich wykonywania. W wielu społeczeństwach dzieci w wieku 13 lat były postrzegane jak dorośli i angażowały się w te same czynności co dorośli . Praca dzieci była ważna w społeczeństwach przedindustrialnych, przyczyniając się do przetrwania grupy, w której dzieci żyły. Społeczeństwa przedindustrialne charakteryzowały się niską produktywnością i krótką oczekiwaną długością życia, dlatego też uniemożliwienie pracy dzieciom byłoby szkodliwe nie tylko z punktu widzenia grupy, ale i dla samych dzieci. W społeczeństwach przedindustrialnych, szczególnie niepiśmiennych, nie było większej potrzeby zinstytucjonalizowanej edukacji dzieci. Większość umiejętności i wiedzy z okresu przedprzemysłowego można było przekazać za pośrednictwem bezpośredniej nauki od rodziców czy w czasie praktyki u pracujących dorosłych .

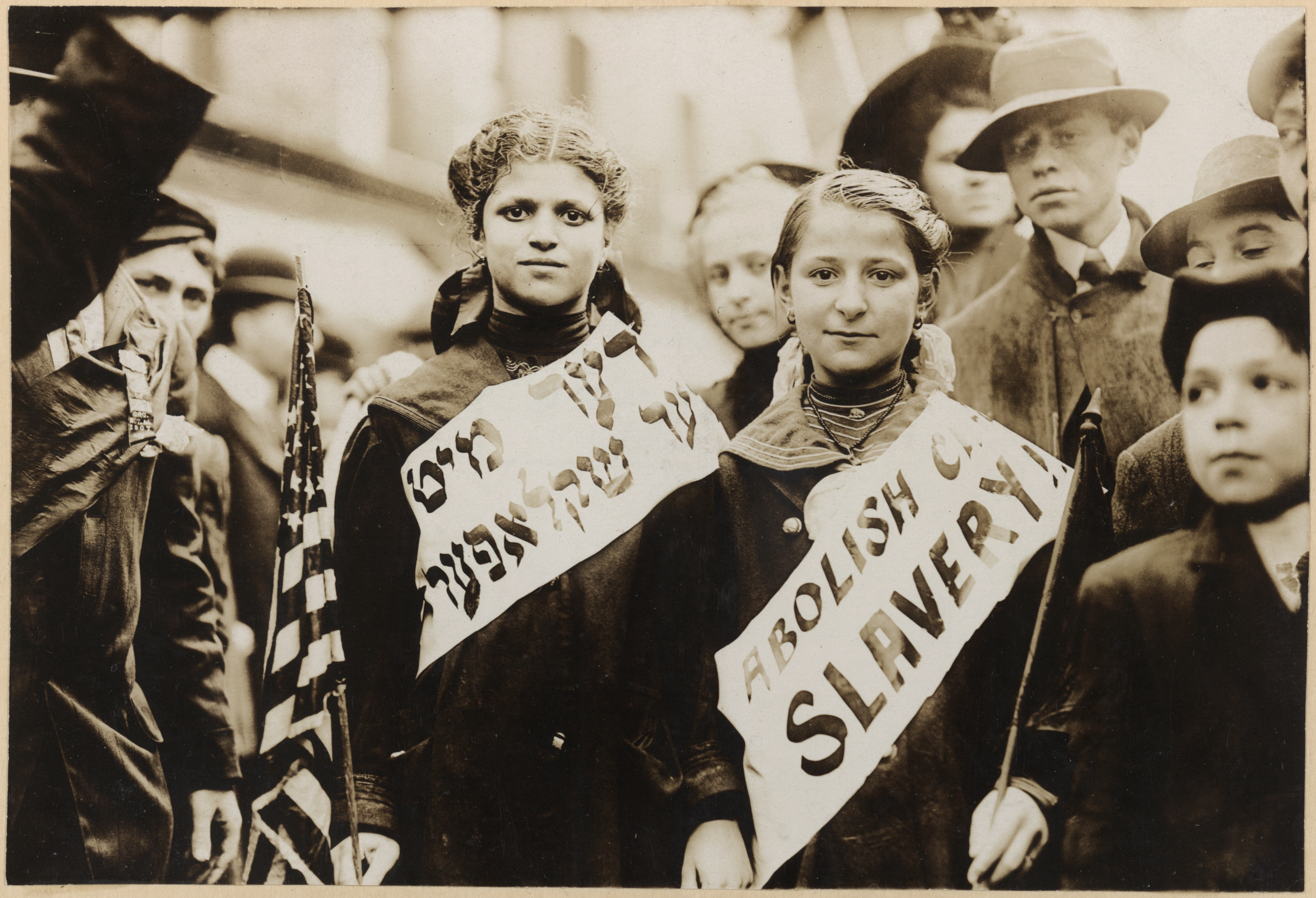
Dwie dziewczyny protestujące przeciwko pracy dzieci (napisy na szarfach zrównują ją z niewolnictwem). Parada Dnia Pracy w Nowym Jorku w 1909 roku

### Początek XX wieku

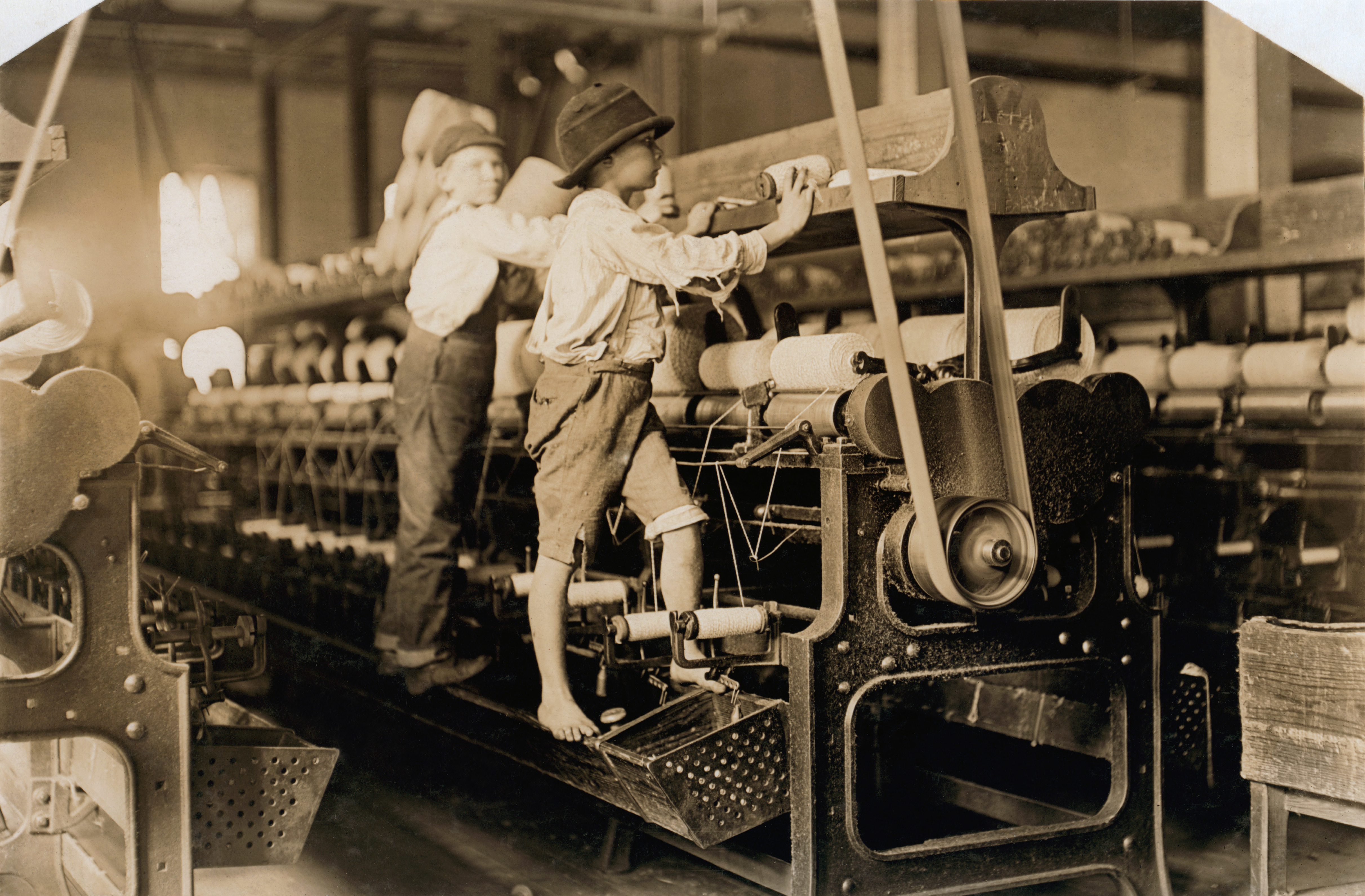
Dzieci jako pracownicy fabryczni (Macon, 1909)

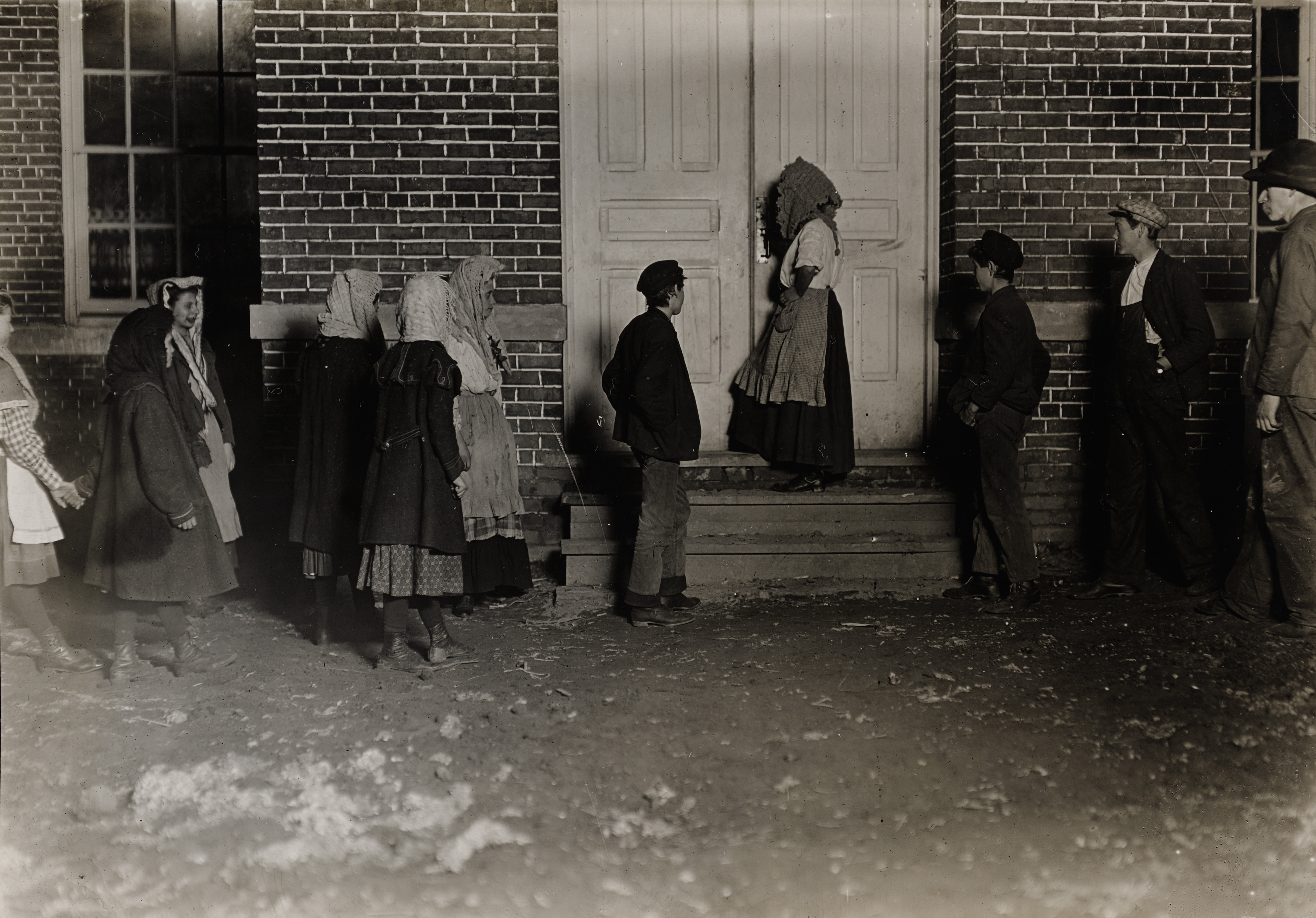
Dzieci oczekujące na rozpoczęcie 12-godzinnej nocnej zmiany w Stanach Zjednoczonych (1908)

Na początku XX wieku tysiące chłopców zatrudniano w przemyśle szklarskim. Produkcja szkła, na ówczesnym poziomie technologicznym, była niebezpieczną i trudną pracą. Chłopcy narażeni byli na bardzo wysokie temperatury, co powodowało kłopoty z oczami, dolegliwości płuc, wyczerpanie, rany cięte i oparzenia. Ze względu na fakt, że pracownicy (w tym dzieci), pracowali w systemie akordowym, musieli oni pozostawać wydajni przez wiele godzin bez przerwy. Ponieważ prawie nigdy nie wyłączano pieców, pracownicy w hutach szkła pracowali także na nocnych zmianach od 17:00 do 3:00. Wielu właścicieli fabryk preferowało do takich zadań chłopców w wieku poniżej 16 lat. Szacuje się, że 1,7 miliona dzieci poniżej piętnastego roku życia było zatrudnionych w amerykańskim przemyśle przez cały rok 1900. W 1910 roku ponad 2 miliony dzieci w tej samej grupie wiekowej było zatrudnionych w Stanach Zjednoczonych. Dotyczyło to dzieci, które zwijały papierosy, zajmowały się produkcją w fabrykach, czyściły szpulki w przemyśle tekstylnym, pracowały w kopalniach węgla i przy puszkowaniu żywności.

### Produkcja domowa
U progu XX wieku dzieci pracowały nie tylko w takich miejscach jak fabryki i kopalnie, lecz również w domach . Rządy i reformatorzy stopniowo regulowali pracę w fabrykach, co powodowało przenoszenie pracy z fabryk do domów w środowiskach miejskich. Rodziny (a w nich zwłaszcza kobiety) często popierały takie rozwiązania, ponieważ produkcja domowa pozwalała na uzyskanie dodatkowych dochodów przy jednoczesnej realizacji obowiązków domowych.

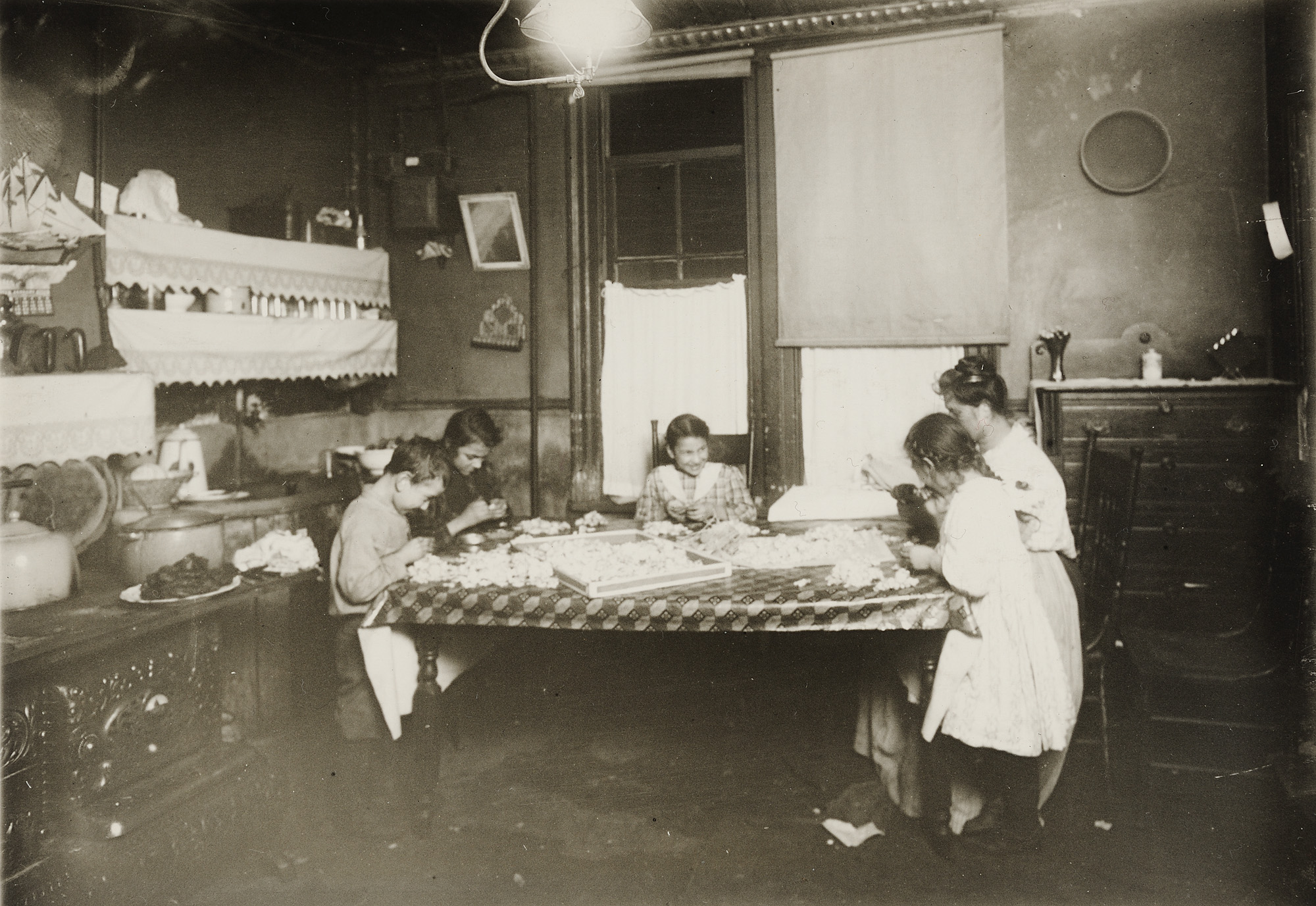
Jedno z przedsiębiorstw domowych zatrudniających dzieci (Nowy Jork, 1912)

Produkcja domowa działała przez cały rok i rodziny chętnie włączały w nią dzieci , przy czym szczegółowe dane na ten temat są wybiórcze. We Francji ponad 58% pracowników sektora odzieżowego działało poza domem. W Stanach Zjednoczonych miliony rodzin działały zawodowo poza domem przez siedem dni w tygodniu, przez cały rok, by produkować odzież, buty, sztuczne kwiaty, pióra, pudełka zapałek, zabawki, parasole i inne produkty. Domowe przedsiębiorstwa, w których dzieci w wieku 5–14 lat pracowały u boku rodziców, funkcjonowały w Australii, Wielkiej Brytanii, Austrii i innych częściach świata. Praca domowa dzieci była również powszechna w rolnictwie .

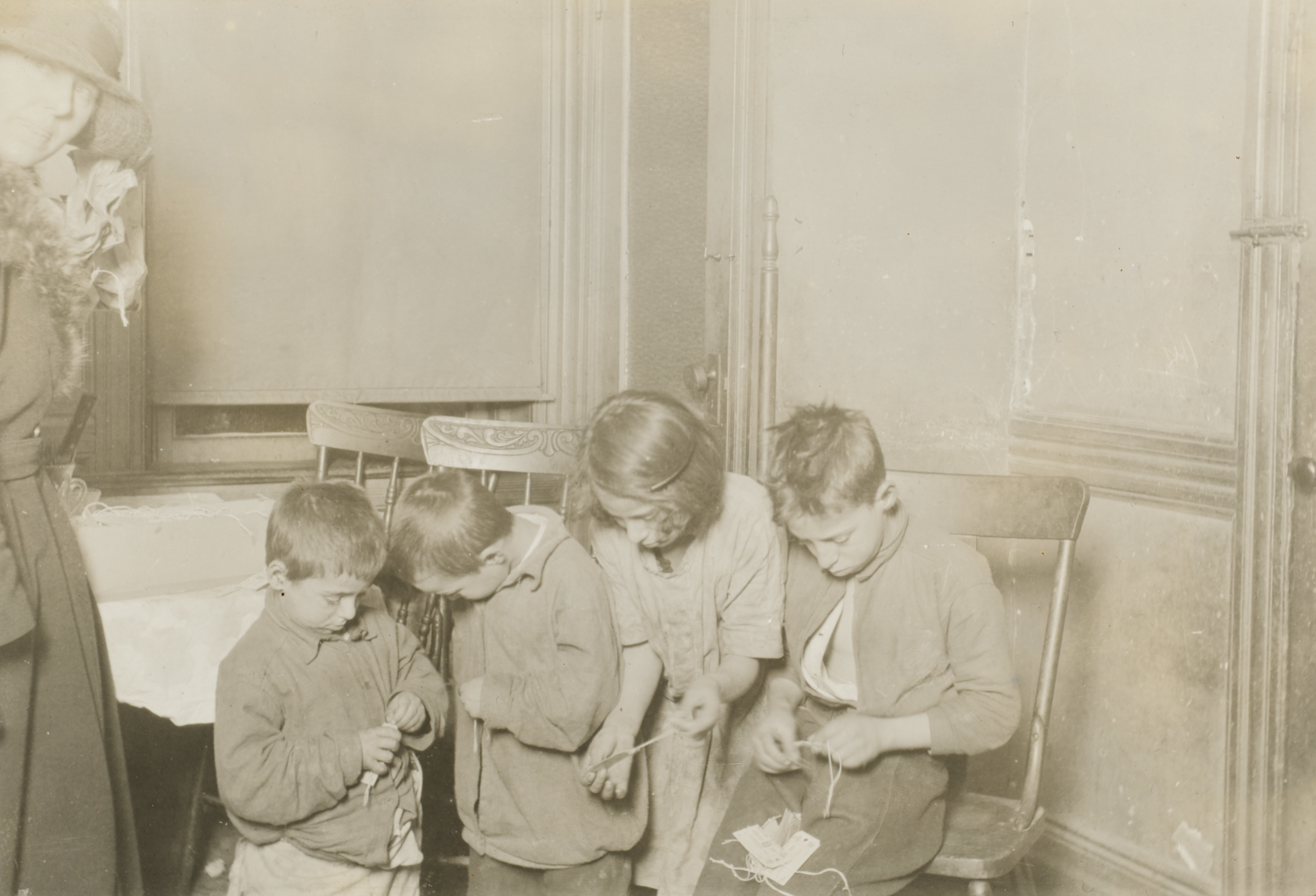
Dzieci pracujące w domowych pracach montażowych w Stanach Zjednoczonych (1923)

### XXI wiek
Praca dzieci jest nadal powszechna w wielu częściach świata. Szacunki wahają się pomiędzy 250 a 304 milionami dzieci, jeśli uwzględni się wszystkie dzieci w wieku 5–17 lat biorące udział w dowolnej działalności gospodarczej. Jeśli wyłączy się lekką pracę okazjonalną, to według szacunków MOP w 2008 roku było 153 miliony pracujących dzieci w wieku 5–14 lat, co stanowi spadek o 20 milionów w porównaniu z rokiem 2004. Około 60% dzieci pracowało w działalności związanej z produkcją żywności (rolnictwo, mleczarstwo, rybołówstwo i leśnictwo). Kolejne 25 procent robotników dziecięcych prowadziło działalność usługową, taką jak handel detaliczny, praca w restauracjach, przy transporcie i załadunku towarów, przechowywanie, zbiórka i recykling śmieci, polerowanie obuwia, pomoc domowa i inne usługi. Pozostałe 15%  pracowało przy montażu i produkcji w gospodarce nieformalnej, przedsiębiorstwach domowych, fabrykach, kopalniach, pakowaniu soli, maszynach roboczych itp . 2/3 dzieci pracuje wraz z rodzicami przy nieodpłatnej pracy w ramach gospodarstwa domowego. Niektóre dzieci pracują jako przewodnicy turystyczni lub osoby przyciągające klientów do sklepów i restauracji. Praca dzieci występuje głównie na obszarach wiejskich (70%) i nieformalnym sektorze miejskim (26%).
Większość pracujących dzieci zatrudnionych jest przez rodziców, a nie przy produkcji lub formalnej gospodarce. Dzieci, które pracują za wynagrodzeniem (pieniężnym lub rzeczowym), zwykle mieszkają na obszarach wiejskich i w centrach miast. Mniej niż 3% dzieci w wieku 5-14 lat na całym świecie pracuje poza domem lub z dala od rodziców .
Odsetek pracowników dziecięcych różni się znacznie pomiędzy krajami i w ramach krajów (pomiędzy regionami). Afryka ma najwyższy odsetek pracujących dzieci w wieku 5-17 lat (łącznie ponad 65 milionów). Azja, kontynent z największą populacją, ma też największą liczbę absolutną pracujących dzieci (ok. 114 milionów). Ameryka Łacińska i Karaiby mają 14 milionów pracujących dzieci.
Dokładne dane na temat pracy dzieci są trudne do uzyskania z powodu sporów co do źródeł danych i definicji pracy dzieci, a w niektórych krajach, również utrudnień ze strony rządu. Np. liczba pracujących dzieci w Chinach jest nieznana, ponieważ rząd kategoryzuje dane dotyczące pracy dzieci jako "ściśle tajne". Chiny uchwaliły przepisy mające na celu zapobieganie pracy dzieci, nadal jednak praktyka pracy dzieci jest tam dużym problemem, głównie w rolnictwie i sektorze usług wymagających niskich umiejętności, a także w małych warsztatach i przedsiębiorstwach produkcyjnych.
W 2014 r. Departament Pracy USA wydał listę towarów wyprodukowanych przez dzieci lub przez pracę przymusową, w których Chinom przypisano 12 towarów, z których większość była produkowana zarówno przez dzieci niepełnoletnie, jak i przez pracowników przymusowych. W raporcie wymieniono elektronikę, odzież, zabawki i węgiel wśród innych towarów.
Maplecroft Child Labour Index 2012 wskazuje, że w 76 krajach występuje skrajnie duże ryzyko uczestnictwa dzieci w pracy na rzecz międzynarodowych przedsiębiorstw. Dziesięć krajów o najwyższym ryzyku w 2012 r., uszeregowanych malejąco, to: Birma, Korea Północna, Somalia, Sudan, Demokratyczna Republika Kongo, Zimbabwe, Afganistan, Burundi, Pakistan i Etiopia.

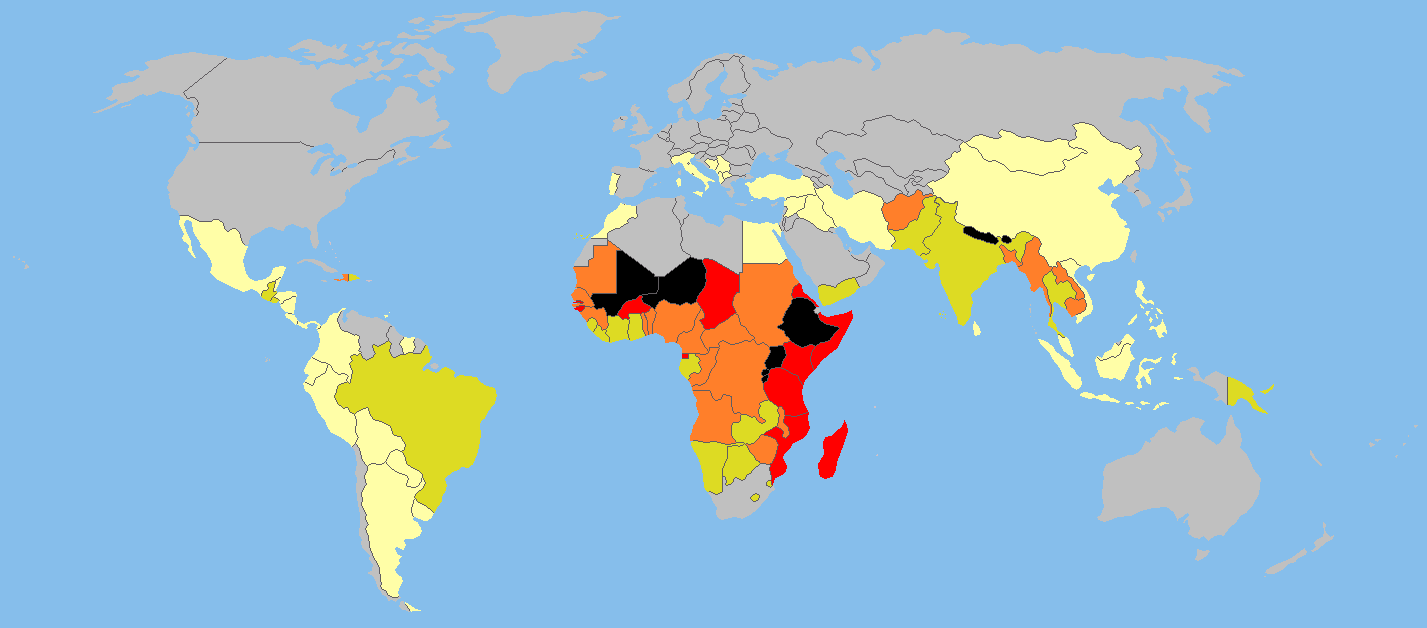
Odsetek pracujących dzieci w wieku 10-14 lat (Bank Światowy, 2003)
0,01–10%
10–20%
20–30%
30–40%
Powyżej 40%
Brak danych

     0,01–10%
     10–20%
     20–30%
     30–40%
     Powyżej 40%
     Brak danych

## Statystyki
Liczba dzieci uwzględniana w kategoriach pracy Międzynarodowej Organizacji Pracy, według wieku i płci, rok 2002.
|             | Liczba dzieci ogółem (2002) | Dzieci aktywne ekonomicznie | Dzieci aktywne ekonomicznie (%) | Dzieci pracujące | Dzieci pracujące (%) | Dzieci wykonujące niebezpieczne prace | Dzieci wykonujące niebezpieczne prace (%) |
| ----------- | --------------------------- | --------------------------- | ------------------------------- | ---------------- | -------------------- | ------------------------------------- | ----------------------------------------- |
| Wiek 5-11   | 838 800 000                 | 109 700 000                 | 13,1                            | 109 700 000      | 13,1                 | 60 500 000                            | 7,2                                       |
| Wiek 12-14  | 360 600 000                 | 101 100 000                 | 28,0                            | 76 000 000       | 21,1                 | 50 800 000                            | 14,1                                      |
| Wiek 5-14   | 1 199 400 000               | 210 800 000                 | 17,6                            | 186 300 000      | 15,5                 | 111 300 000                           | 9,3                                       |
| Wiek 15-17  | 332 100 000                 | 140 900 000                 | 42,4                            | 59 200 000       | 17,8                 | 59 200 000                            | 17,8                                      |
| Chłopcy     | 786 600 000                 | 184 100 000                 | 23,4                            | 132 200 000      | 16,8                 | 95 700 000                            | 12,2                                      |
| Dziewczynki | 744 900 000                 | 167 600 000                 | 22,5                            | 113 300 000      | 15,2                 | 74 800 000                            | 10,5                                      |
| Razem       | 1 531 500 000               | 351 700 000                 | 23,0                            | 245 500 000      | 16,0                 | 170 500 000                           | 11,1                                      |

## Przyczyny pracy dzieci
Szeroka gama czynników – popytowych i podażowych, na poziomie mikro i makro – może wpływać na pracę dzieci. Badania z 2017 r. łączące metody ilościowe i jakościowe dowodzą, że czynniki strukturalne, geograficzne, ekonomiczne, demograficzne, kulturowe, sezonowe i związane z dostawą do szkoły mogą wpływać na to, czy dzieci pracują, czy nie, kwestionując tym samym powszechne założenie, że ubóstwo finansowe jest przyczyną najważniejszą .

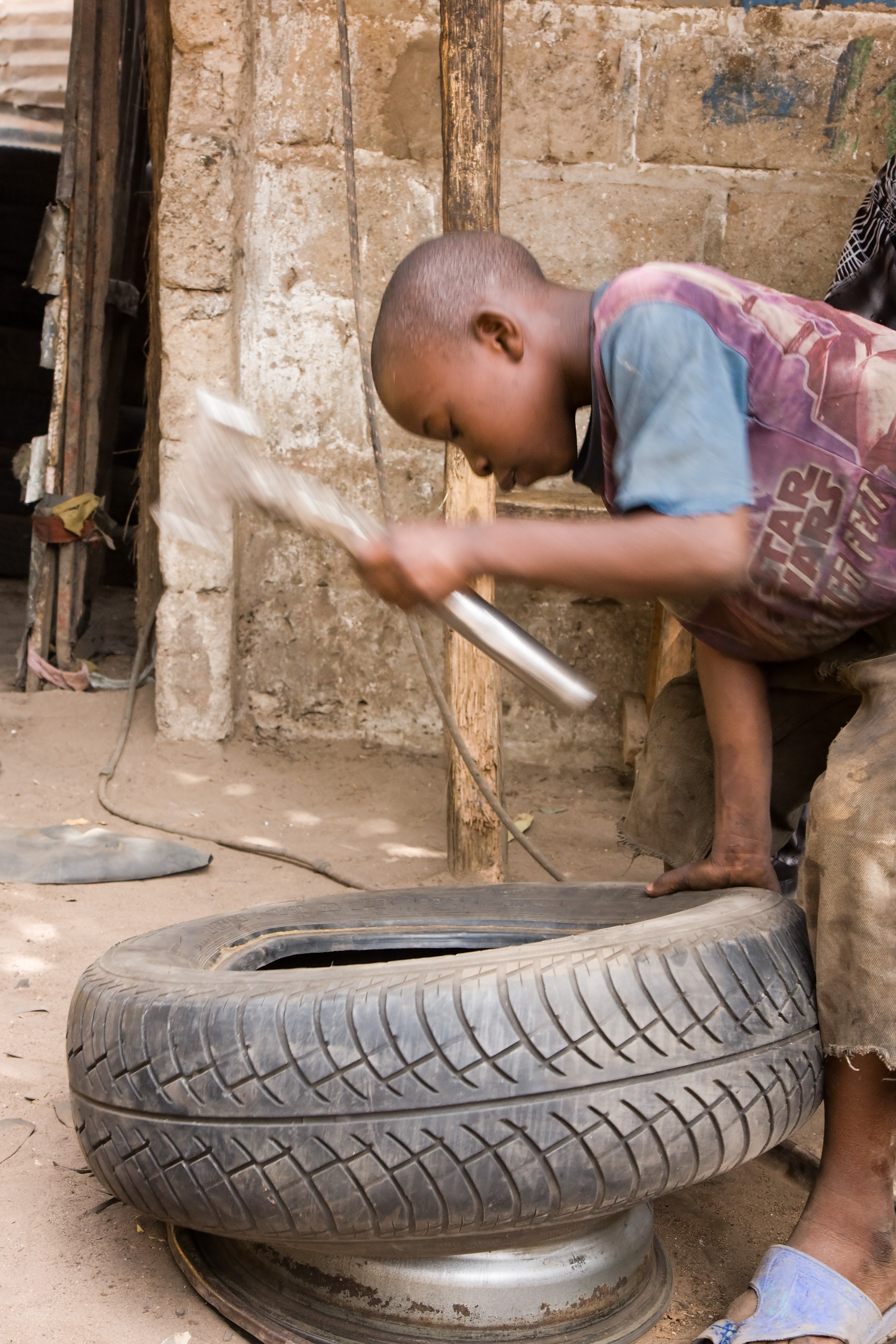
Chłopiec naprawia oponę w Gambii

### Przyczyny podstawowe
Międzynarodowa Organizacja Pracy (MOP) wskazuje, że najważniejszą przyczyną pracy dzieci jest ubóstwo . W przypadku biednych gospodarstw domowych praca dzieci jest zwyczajnie kluczowa dla przetrwania. Dochód, który pochodzi z pracy dzieci może stanowić 25-40% dochodu gospodarstwa .
Brak dostępu do dobrej i niedrogiej edukacji jest według MOP kolejnym ważnym czynnikiem, który przyczynia się do pracy dzieci . Dzieci pracują, ponieważ nie mają innego zajęcia. W wielu społeczeństwach, w których zjawisko pracy dzieci jest powszechne (60- 70% na obszarach wiejskich), nie istnieje obowiązek edukacyjny. Nawet jeśli szkoły są dostępnie, to często znajdują się zbyt daleko, są zbyt drogie lub poziom nauczania jest niski. Rodzice zastanawiają się czy warto w takim wypadku posyłać dzieci do szkoły .

### Przyczyny kulturowe
W historii Europy praca dzieci była powszechna. Także we współczesnym świecie niektóre przekonania kulturowe przyczyniały się do racjonalizacji pracy dzieci. Niektórzy uważają, że praca jest dobra dla budowania prawidłowych postaw i rozwoju umiejętności. W wielu kulturach, szczególnie tam gdzie dominuje gospodarka nieformalna i małe przedsiębiorstwa rodzinne, istnieje tradycja kontynuowania przez dzieci profesji swoich rodziców. Ich praca jest wtedy nauką i praktyką zawodu od bardzo młodego wieku. W wielu kulturach edukacja kobiet jest mało ważna. W wielu kulturach formalna edukacja dziewczynek jest nisko ceniona, a one same przyuczane są do pracy, takiej jak obowiązki domowe .

### Przyczyny makroekonomiczne
Biggeri i Mehrotra badali czynniki makroekonomiczne, które przyczyniają się do pracy dzieci. Badacze skupili się na pięciu azjatyckich krajach (Indie, Pakistan, Indonezja, Tajlandia i Filipiny). Wskazali, że praca dzieci jest powszechnym problemem we wszystkich tych krajach i nie jest nowym problem. Przyczyny pracy dzieci obejmują zarówno czynniki popytowe, jak i podażowe. Zdaniem badaczy, dotychczasowe studia zjawiska wskazywały przede wszystkim na czynniki podażowe, takie jak bieda i niedostępność dobrych szkół. Tymczasem, oprócz tych czynników, występują też czynniki popytowe, np. wzrost nisko płatnej gospodarki nieformalnej (zamiast lepiej płatnej gospodarki formalnej). Inni badacze wskazują również, że nieelastyczny rynek pracy, szara strefa gospodarki, niezdolność przemysłu do zwiększania skali i brak nowoczesnych technologii produkcji to główne czynniki makroekonomiczne wpływające na popyt i akceptację pracy dzieci.

## Praca dzieci w poszczególnych krajach

### Imperia kolonialne

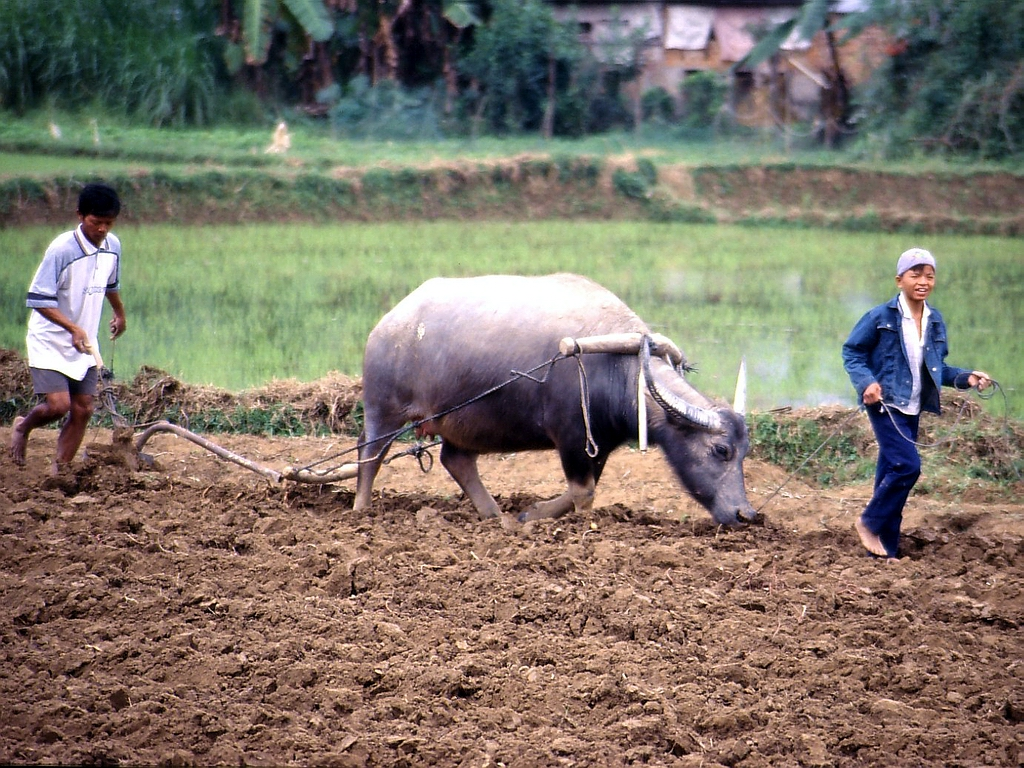
Dziecko pracujące na farmie ryżu w Wietnamie. 70% pracujących dzieci zatrudnionych jest w rolnictwie

Systemowe wykorzystywanie pracy dzieci było powszechnym zjawiskiem w koloniach europejskich w latach 1650-1950. W Afryce, administratorzy kolonialni wykorzystali tradycyjne formy pracy, oparte na systemach pokrewieństwa, np. zatrudnianie całych rodzin (nie tylko dorosłych) jako pomocy domowej . Miliony dzieci pracowały w kolonialnych plantacjach rolnych, kopalniach i przemyśle usług krajowych. Niekiedy wprowadzano specjalne regulacje określające sytuację pracujących dzieci w koloniach. W XIX w. dzieci w wieku od 5 - 14 lat były zatrudniane jako praktykanci bez wynagrodzenia, w zamian za naukę rzemiosła, a kolonialista nie potrzebował, gdy chciał zatrudnić dziecko, zgody rodzica ani dziecka. Funkcjonowały też programy typu "zarabiaj-ucz się" (earn-and-learn), w których pracujące dzieci miały jednocześnie zdobywać wiedzę. Na przykład Wielka Brytania uchwaliła w 1899 Masters and Servants Act, a następnie Tax and Pass Law, zachęcające tubylców do pracy w posiadłościach rządowych, takich jak gospodarstwa rolne.
Poza regulacjami prawnymi, na kolonie nałożono również podatki, m.in. pogłówne w brytyjskich i francuskich imperiach kolonialnych. W niektórych koloniach podatek został nałożony na wszystkie osoby starsze niż 8 lat i aby go spłacić, dzieci były zmuszone pracować.
W południowoazjatyckich koloniach, takich jak Hongkong, praca dzieci, takich jak Mui Tsai (妹仔), została zracjonalizowana jako tradycja kulturowa i była ignorowana przez władze brytyjskie. Urzędnicy Holenderskiej Kompanii Wschodnioindyjskiej tłumaczyli swoje nadużycia dotyczące pracy dzieci, wskazując, że ratują je przed gorszym losem. Chrześcijańskie szkoły misyjne, od Zambii po Nigerię, również wymagały od dzieci pracy, w zamian zapewniając im edukację religijną . W kolonialnej Kanadzie, tzw. Canadian Dominion Statutes przewidywały więzienie dla opornych dziecięcych pracowników.

### Afryka
Praca dzieci była powszechnością w Afryce. Wiele dzieci pracowało w domu, aby pomóc rodzicom w prowadzeniu gospodarstwa. Dzisiaj dzieci w Afryce są często zmuszane do wyzyskującej pracy z powodu długu rodzinnego i innych czynników finansowych, co prowadzi do trwałego ubóstwa. Inne rodzaje pracy dzieci to prace na plantacjach, żebranie i sprzedaż. Szacuje się, że 5 milionów dzieci pracuje obecnie w rolnictwie, przy czym liczba ta wzrasta w czasie żniw. Z tego do 30% dzieci pracuje przy zbiorach kawy. 25 000 dzieci w wieku szkolnym pracuje przez cały rok.
To, w jakich branżach pracują dzieci zależy od tego, czy dorastają na wsi czy w mieście.

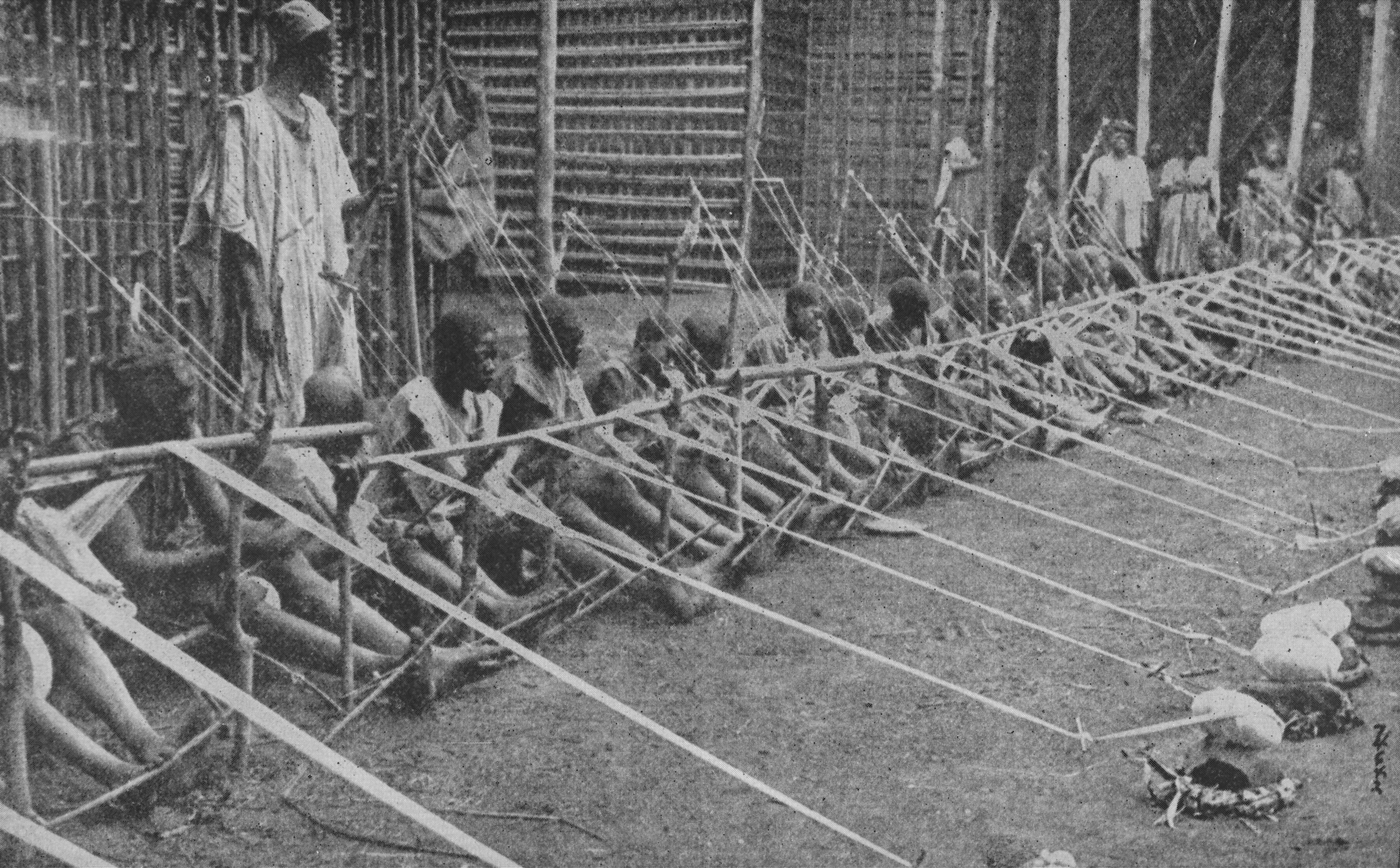
Pracujące dzieci w Afryce

Dzieci miejskie często pracują dla sprzedawców ulicznych, myjąc samochody, pomagając w budownictwie, tkając ubrania, a nawet jako tancerki egzotyczne. Dzieci wiejskie pracują w gospodarstwach wykonując pracę fizyczną, ze zwierzętami i przy sprzedaży zbiorów. Spośród wszystkich pracujących dzieci, najtrudniejsze przypadki dotyczyły dzieci ulicy i dzieci, które był ofiarami handlu ludźmi ze względu na fizyczne i emocjonalne znęcanie się, które zadawali im ich pracodawcy. Aby rozwiązać problem pracy dzieci, w 1989 r. uchwalono Konwencję o prawach dziecka . Jednak z powodu ubóstwa, braku edukacji i wiedzy skuteczność działań prawnych w Afryce jest znikoma.

### Australia
Od początków brytyjskiego osadnictwa w 1788 r., dziecięcy skazańcy byli czasami wysyłani do Australii, gdzie byli zmuszeni do pracy. Warunki pracy dzieci nie były jednak tak ciężkie jak w Wielkiej Brytanii.
Przy niskiej populacji produktywność rolnictwa była wyższa, a rodziny nie odczuwały głodu, jak w krajach uprzemysłowionych. Australia również nie posiadała znaczącego przemysłu aż do drugiej połowy XX wieku, kiedy to pod wpływem Wielkiej Brytanii uregulowano pracę dzieci i wprowadzono obowiązkową naukę szkolną. Od lat 70. XX wieku praca dzieci była ograniczona przez obowiązkową edukację. Prawo dotyczące pracy dzieci w Australii jest różne w poszczególnych stanach. Zasadniczo dzieci mogą pracować w każdym wieku, ale istnieją ograniczenia dla dzieci poniżej 15 roku życia. Dotyczą one godzin i rodzaju pracy, którą mogą wykonywać dzieci. We wszystkich stanach dzieci mają obowiązek uczęszczania do szkoły do ukończenia przez nich 15. roku życia, z wyjątkiem Tasmanii i Queenslandu, gdzie granica ta wynosi 17 lat.

### Brazylia
Praca dzieci, często nieodpłatna czy niewidoczna, była zawsze obecna w Brazylii. Jest mało przekazów pozwalających określić skalę zjawiska w czasach kolonialnych. 

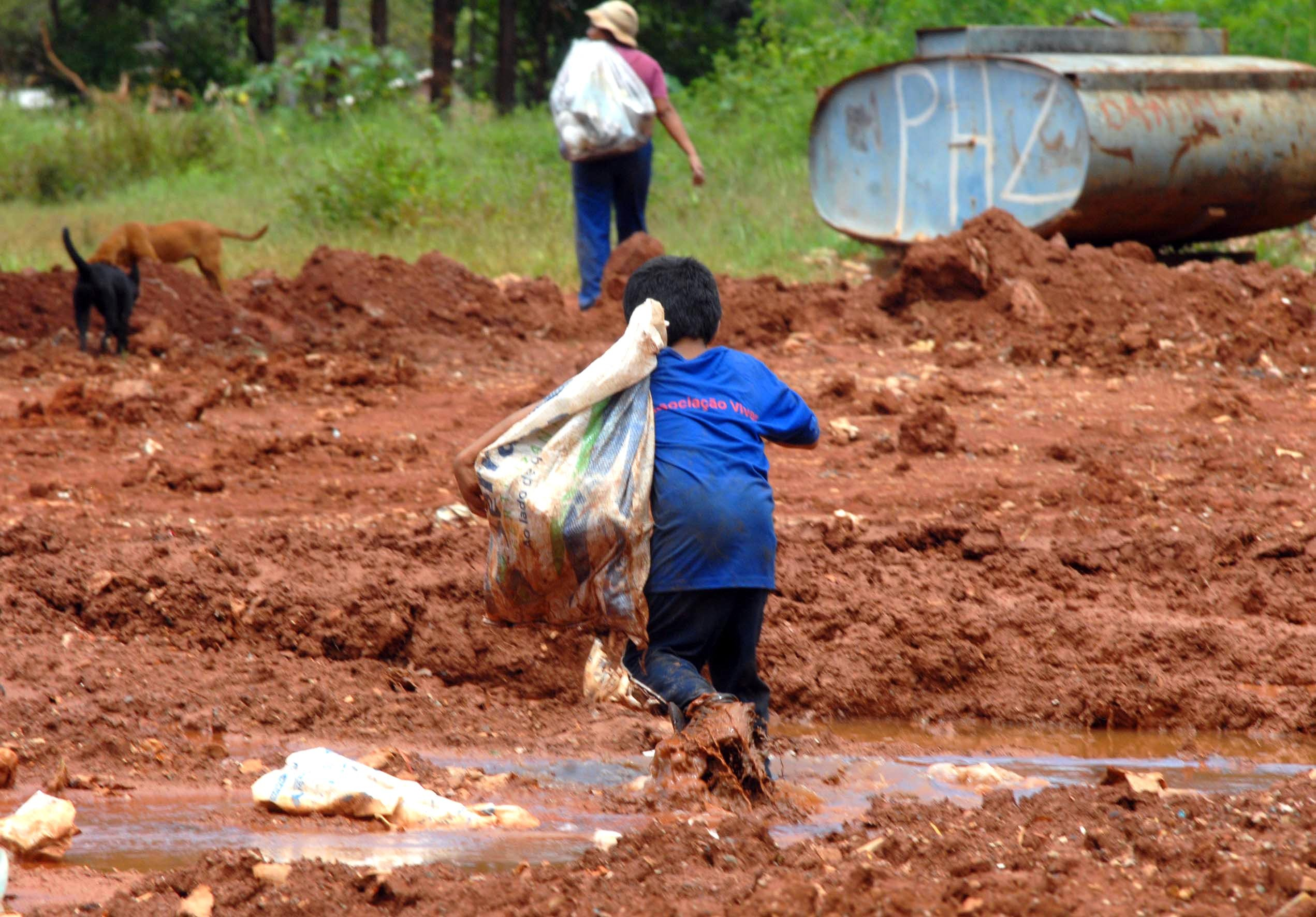
Dziecko zbierające odpady na wysypisku (Brazylia)

W Brazylii minimalny wiek pozwalający na pracę został określony jako czternaście lat, jako efekt ciągu poprawek do konstytucji (lata 1934, 1937 i 1946). W okresie dyktatury w latach 80. wiek ten został zmniejszony do wieku dwunastu lat, aby następnie zostać przywróconym w 1988, w związku z doniesieniami o niebezpiecznych warunkach pracy. Kolejne regulacje pracy dzieci uchwalono w 1998 r., ograniczając rodzaje pracy, w której nieletni mogli uczestniczyć, na przykład pracę w niebezpiecznych warunkach, jak prowadzenie sprzętu budowlanego lub niektóre rodzaje prac fabrycznych. Chociaż podjęto wiele kroków w celu zmniejszenia ryzyka zjawiska, nadal w Brazylii pracuje wiele dzieci w wieku poniżej czternastu lat. Nie jest znana dokładna skala tej pracy, a dopiero w latach 80. odkryto, że prawie dziewięć milionów dzieci w Brazylii pracuje nielegalnie, nie uczestnicząc w tradycyjnych dziecięcych zajęciach, które pomagają im się rozwinąć.
Dane z brazylijskiego spisu ludności (PNAD, 1999) wskazują, że 2,55 miliona 10-14 latków było zatrudnianych nielegalnie. Dołączyło do nich 3,7 miliona 15-17-latków i około 375 000 5-9-latków. W związku z ustawowym podniesieniem minimalnego wieku pracujących dzieci (do 14 lat), co najmniej połowa zarejestrowanych młodych pracowników była zatrudniona nielegalnie, nie będąc chronionymi przez przepisy z prawa pracy. Z pracy dzieci korzystają też kartele narkotykowe, używając ich do sprzedaży i transportu narkotyków, broni i innych nielegalnych towarów. Ten rodzaj pracy, w którym uczestniczą nieletni, jest bardzo niebezpieczny ze względu na towarzyszące im fizyczne i psychologiczne implikacje. Pomimo zagrożeń z tym związanych, ten sektor pracy dzieci ciągle rośnie.

### Wielka Brytania
Wiele czynników odegrało rolę w długoterminowym rozwoju gospodarczym Wielkiej Brytanii. Między innymi był to udział dzieci w pracy w trakcie rewolucji przemysłowej zachodzącej od początku XVIII w.. Dzieci, które pracowały od młodych lat często nie były do tego bezpośrednio zmuszane, lecz decydowały się na pracę by pomóc przetrwać swojej rodzinie. Ze względu na brak zatrudnienia wielu rodziców, wysyłanie dzieci do pracy w fabrykach lub gospodarstwach rolnych było jedynym sposobem na zdobycie środków na wykarmienie rodziny.
Praca dzieci po raz pierwszy pojawiła się w Anglii w chwili gdy domowe przedsiębiorstwa zaczęły przekształcać się w lokalne przedsiębiorstwa produkujące masowo na potrzeby rynku to, co wcześniej było wyrobami domowymi. Jako że dzieci często pomagały w produkcji dóbr w przedsiębiorstwach domowych, przeniesienie jej do fabryki było dla wielu dzieci naturalną zmianą. Pomimo że liczba pracujących w fabrykach dzieci w wieku poniżej dziesięciu lat była duża, to większość dziecięcych pracowników miała od dziesięciu do czternastu lat. Dzieci w tym przedziale wiekowym, zarówno pomagali w utrzymaniu rodziny, jednocześnie zaczynając oszczędzać na poczet założenia własnych.
Poza czynnikiem finansowym, który motywował dzieci do podjęcia pracy, istotną motywacją były również zmiany demograficzne, mające miejsce w XVIII wieku. Pod koniec osiemnastego stulecia, 20% populacji stanowiły dzieci w wieku od 5 do 14 lat. Z uwagi na zmniejszenie dostępności pełnoletnich pracowników i postęp rewolucji przemysłowej, dzieci zaczynały pracować wcześniej. Pomimo wzrostu liczby dzieci pracujących w fabrykach, między innymi włókienniczych, w dalszym ciągu znaczna część dzieci pracowała w gospodarstwach rolnych i w lokalnych zakładach produkcyjnych.
Przy tak wysokim odsetku pracujących dzieci, analfabetyzm i braki w formalnym wykształceniu stały się powszechnym problemem nieletnich, którzy musieli pracować, by zapewnić byt swoim rodzinom. Z tego też powodu, część rodziców rezygnowała z posyłania swoich dzieci do pracy. Innym czynnikiem, który doprowadził do rezygnacji z pracy dzieci był czynnik finansowy oraz zmiany w gospodarce kraju, jak również rozwój technologii i nowe regulacje prawne działalności przemysłu.
Pierwsze prawne kroki podjęte w celu zakończenia zjawiska pracy dzieci zostały podjęte w latach sześćdziesiątych. W 1966 roku Wielka Brytania przyjęła Międzynarodowy Pakt Praw Gospodarczych, Społecznych i Kulturalnych opracowany przez Zgromadzenie Ogólne ONZ. Dokument ten prawnie ograniczył możliwość rozpoczęcia pracy przez dzieci poniżej 14 lat. W 1989 kraj stał się stroną Konwencji Praw Dziecka, wskazuje na konieczność ograniczenia wyzysku dzieci i wymaga od państw zapewnienia bezpiecznego środowiska pracy.

### Kambodża
Według szacunków MOP, w 1998 roku, 24,1% dzieci między 10 a 14 rokiem życia było aktywnych ekonomicznie. Wiele z tych dzieci pracuje przez wiele godzin – Cambodia Human Development Report 2000 donosi, że około 65 000 dzieci między 5 a 13 rokiem życia pracowało 25 godzin w tygodniu, opuszczając szkołę. Istnieje wiele inicjatyw i programów międzynarodowych mających na celu zredukowanie liczby pracujących dzieci.

### Ekwador
Badania z 2006 wskazują, że praca dzieci w Ekwadorze jest jednym z głównych czynników środowiskowych, wpływających na stan ich zdrowia. Ponad 800 000 pracujących w Ekwadorze dzieci jest narażonych na kontakt z metalami ciężkimi, substancjami toksycznymi oraz na stres związany z brakiem bezpieczeństwa, w związku z często występującymi wypadkami przy pracy. Małoletni wykonujący pracę na roli wraz z rodzicami, stosują pestycydy nie nosząc ubrań ochronnych.

### Irlandia
W postkolonialnej Irlandii odsetek dzieci wykorzystywanych do pracy był niezwykle wysoki. Pracowały one na roli od momentu, kiedy tylko nauczyły się chodzić i nigdy nie otrzymywały wynagrodzenia za wykonywaną pracę. Posiadanie potomstwa było atrakcyjne ze względu na możliwość wykorzystania go do bezpłatnej pracy. Irlandzcy rodzice uważali, że obowiązkiem dzieci jest wykonywanie pracy w rodzinnych gospodarstwach.

### Japonia
Praca shonenko (dziecięcych pracowników fizycznych) jest zakazana we współczesnej Japonii, ale stanowiła jedną z cech ery imperialnej, aż do jej końca w 1945 roku. Podczas II wojny światowej starano się rekrutować młodocianych pracowników (w pierwszej kolejności z Formosy, obecnego Tajwanu), obiecując im edukację. Planowano zatrudnić w ten sposób 25.000 osób. Ostatecznie udało się zatrudnić 8,400 tajwańskich nastolatków w wieku 12 do 14 lat, którzy przenieśli się do Japonii, aby pracować przy produkcji samolotów Mitsubishi J2M Raiden.

### Obszar byłego ZSRR
Wprawdzie praca dzieci została prawnie zakazana w 1922 roku, to jednak pozostawała powszechna w Związku Radzieckim, głównie w formie obowiązkowej, niepłatnej pracy dzieci w wieku szkolnym w soboty i wakacje. Uczniowie stanowili tanią, niewykwalifikowaną siłę roboczą zarówno w kołchozach, jak i w przemyśle czy leśnictwie. Te praktykę nazywano oficjalnie „edukacją zawodową”.
Od lat 50. XX wieku, uczniowie byli wykorzystywanie również jako nieodpłatni pracownicy w szkołach, gdzie sprzątali i dokonywali napraw. Ta zapoczątkowana w ZSRR praktyka kontynuowana jest w Federacji Rosyjskiej, gdzie do 21 dni letnich wakacji, może być zarezerwowanych do prac w szkole. Pod względem prawnym jest to dozwolone jedynie w ramach specjalistycznego szkolenia zawodowego, za zgodą rodziców i uczniów, ale te przepisy są powszechnie ignorowane. 
Wśród byłych republik radzieckich, Uzbekistan kontynuował i rozbudował program pracy dzieci na skalę przemysłową, aby zwiększyć zyski ze zbiorów bawełny, głównego źródła dochodu Isloma Karimova. We wrześniu, gdy powinna zaczynać się szkoła, lekcje są zawieszone, a dzieci wysyłane do pracy na pola, gdzie musza zebrać 20-60 kg surowej bawełny, na podstawie dziennego kontyngentu. Ten proces powtarzany jest wiosną, gdy zebrana bawełna musi zostać gracowana i wypielona. Przyjmuje się, że w 2006 roku, 2,7 miliona dzieci zostało w ten sposób zmuszonych do pracy.

### Szwajcaria
Tak jak w wielu innych krajach, praca dzieci w Szwajcarii była powszechna, m.in. w postaci Kaminfergerkinder (szwajcarskich kominiarczyków), dzieci pracujących w przędzalniach, fabrykach i rolnictwie. Działo się to nie tylko w XIX wieku, ale również w latach 60. XX wieku, gdy takich młodocianych pracowników nazywano  Verdingkinder („dzieci kontraktowe” lub „przymusowo pracujące dzieci”). Były to dzieci zabrane od rodziców, często z powodu ubóstwa lub powodów moralnych (zwykle niezamężnych matek). Zabierano dzieci również bardzo biednych obywateli, często Romów czy Jeniszów, tzw. Kinder der Landstrasse (dosł. „dzieci drogi”). Były one wysyłane do nowych rodzin, często biednych rolników, którzy potrzebowali taniej siły roboczej.
W niektórych przypadkach przeprowadzano nawet aukcje, na których dziecko przekazywane było rolnikowi, który żądał za nie najmniejszej kwoty pieniędzy od władz, tym samym zapewniając sobie i swojemu gospodarstwu tanią siłę roboczą i odciążając władze od finansowego ciężaru opieki nad nim. W latach 30. XX wieku, 20% wszystkich robotników w kantonie Berno, było dziećmi poniżej 15 roku życia. Ta działalność lokalnych władz w Szwajcarii była tolerowana przez władzę federalną, aż do lat 60.. Szwajcarski historyk, Marco Leuenberger szacuje, że w 1930 roku około 35 000 dzieci pracowało przymusowo, a między 1920 a 1970 rokiem ponad 100 000 zostało przeniesionych do nowych domów i rodzin. 10 000 dawnych dzieci kontraktowych wciąż żyje dlatego w kwietniu 2014 roku została uruchomiona tzw. Wiedergutmachunginitiative (inicjatywa rekompensaty), obywatelska inicjatywa ustawodawcza, mająca na celu wypłatę rekompensat.

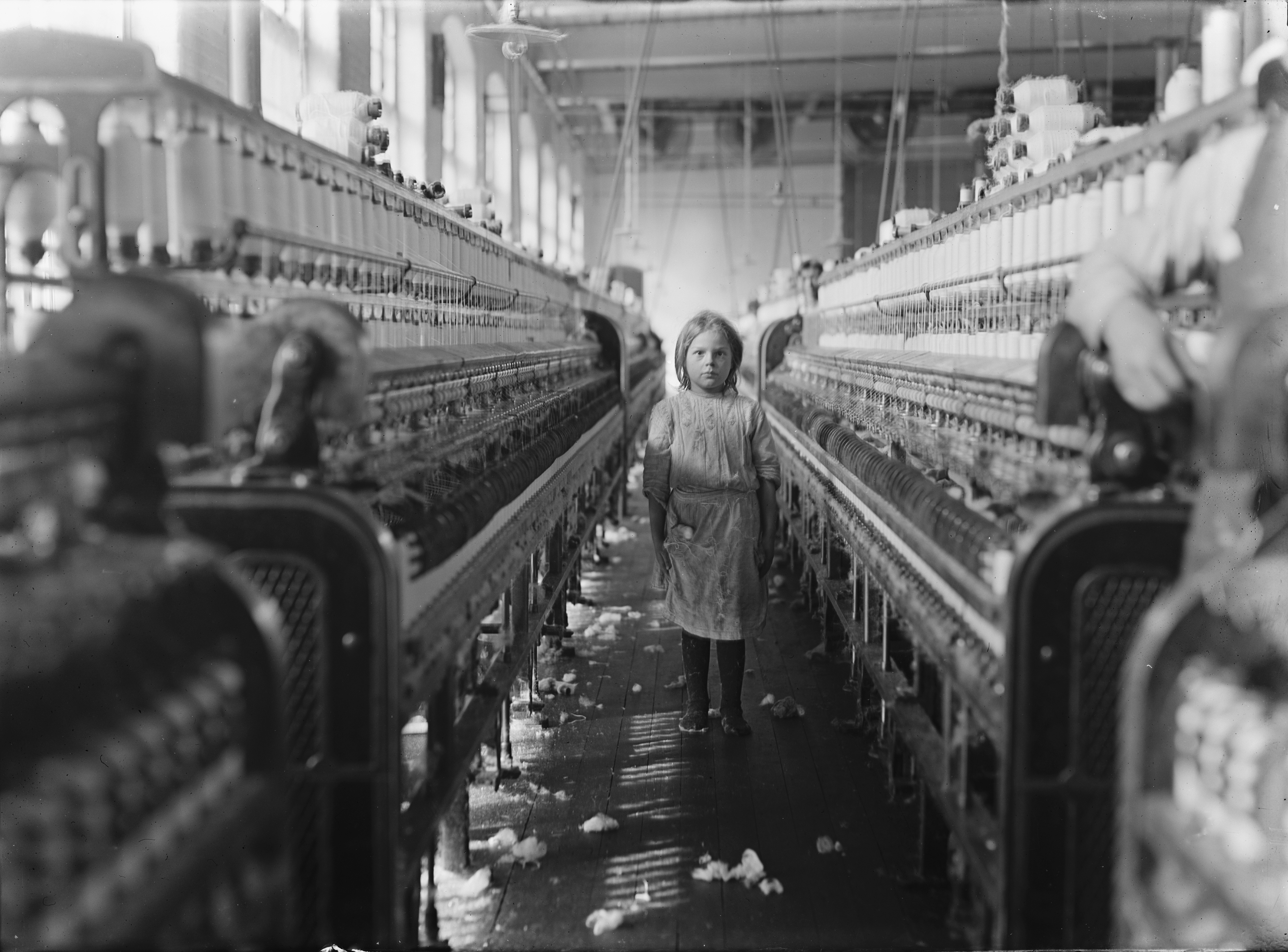
Pracownik dziecięcy w Mollohan Mills, Newberry, Karolina Południowa, grudzień 1908

## Zwalczanie pracy dzieci

### Prawo międzynarodowe
Niemal w każdym kraju na świecie obowiązują przepisy mające na celu zapobieganie pracy dzieci. Coraz większe ograniczanie pracy dzieci wspierane jest przez prawo międzynarodowe. Znaczącą rolę odgrywa w tym Międzynarodowa Organizacja Pracy.
Konwencja genewska z 1956 w sprawie zniesienia niewolnictwa, handlu niewolnikami oraz instytucji i praktyk zbliżonych do niewolnictwa w art 1.d) zobowiązuje państwa – strony doprowadzić w jak najkrótszym czasie do całkowitego zniesienia lub uchylenia wszelkich instytucji lub praktyk, na mocy których dziecko lub osoba poniżej lat 18 jest oddawana przez którekolwiek lub oboje rodziców, lub przez swego opiekuna innej osobie za wynagrodzeniem bądź bezpłatnie w celu wyzyskiwania takiego dziecka lub osoby poniżej 18 lat albo ich pracy.
Międzynarodowy Pakt Praw Gospodarczych, Społecznych i Kulturalnych (1966) nakazuje w art. 10 Należy podjąć specjalne kroki w celu zapewnienia ochrony i pomocy wszystkim dzieciom i młodzieży bez jakiejkolwiek dyskryminacji ze względu na pochodzenie lub inne przyczyny. Należy chronić dzieci i młodzież przed wyzyskiem ekonomicznym i społecznym. Zatrudnianie ich przy pracy szkodliwej dla ich moralności lub zdrowia bądź niebezpiecznej dla życia lub mogącej przeszkodzić w ich normalnym rozwoju powinno być ustawowo karalne. Państwa powinny również ustalić granicę wieku, poniżej której płatne zatrudnianie dzieci powinno być ustawowo zakazane i karalne.
Konwencja Praw Dziecka (1989) w art. 32 uznaje  prawo dziecka do ochrony przed wyzyskiem ekonomicznym, przed wykonywaniem pracy, która może być niebezpieczna lub też może kolidować z kształceniem dziecka, bądź może być szkodliwa dla zdrowia dziecka lub jego rozwoju fizycznego, umysłowego, duchowego, moralnego lub społecznego oraz obliguje Państwa-Strony by podjęły kroki ustawodawcze, administracyjne, socjalne oraz środki w dziedzinie oświaty dla zapewnienia realizacji postanowień niniejszego artykułu. W tym celu, mając na uwadze odnośne postanowienia innych dokumentów międzynarodowych, Państwa-Strony w szczególności:
a) ustanowią minimalny poziom lub poziomy wiekowe dla ubiegania się o podjęcie pracy;
b) ustanowią właściwe przepisy odnośnie do wymiaru czasowego oraz warunków zatrudnienia;
c) ustanowią odpowiednie kary lub inne sankcje do zapewnienia skutecznego stosowania niniejszego artykułu.
195 krajów ratyfikowało konwencję (z wyjątkiem Stanów Zjednoczonych).
Ustalaniem minimalnego wieku dopuszczalnego przy zatrudnieniu wielokrotnie zajmowała się Międzynarodowa Organizacja Pracy.
Konwencja MOP Nr 138 z 26 czerwca 1973 r. dotycząca najniższego wieku dopuszczenia do zatrudnienia w art. 1 stanowi, że każda ze stron zobowiązuje się prowadzić politykę krajową zmierzającą do zapewnienia skutecznego zniesienia pracy dzieci oraz do stopniowego podnoszenia najniższego wieku dopuszczenia do zatrudnienia lub pracy do granicy wieku umożliwiającej młodocianym osiągnięcie jak najbardziej wszechstronnego rozwoju fizycznego i umysłowego. Artykuł 2 Konwencji głosi, że najniższy wiek nie może być niższy od tego, w którym ustaje obowiązek szkolny, a w każdym wypadku nie niższy niż 15 lat, przejściowo (jeśli gospodarka i system szkolny nie są rozwinięte w dostatecznym stopniu), lat 14. Według art. 3 najniższy wiek dopuszczenia do wszelkiego rodzaju zatrudnienia lub pracy, które ze względu na swój charakter lub warunki, w jakich są wykonywane, mogą zagrozić zdrowiu, bezpieczeństwu lub moralności młodocianych, nie powinien być niższy niż 18 lat. Ustawodawstwo krajowe lub właściwe władze mogą po przeprowadzeniu konsultacji z zainteresowanymi organizacjami pracodawców lub pracowników, jeżeli takie istnieją, zezwolić na zatrudnienie lub pracę młodocianych, począwszy od lat 16, pod warunkiem, że ich zdrowie, bezpieczeństwo i moralność będą w pełni chronione i że otrzymają oni w danej dziedzinie działalności odpowiednie wykształcenie specjalistyczne albo przeszkolenie zawodowe. Konwencja została ratyfikowana przez 135 krajów.
Konwencja MOP Nr 182 dotycząca zakazu i natychmiastowych działań na rzecz eliminowania najgorszych form pracy dzieci z 17 czerwca 1999 r. głosi w art. 2 dla celów niniejszej konwencji określenie "dziecko" będzie miało zastosowanie do wszystkich osób poniżej 18 roku życia. Artykuł 3 dla celów konwencji wyrażenie najgorsze formy pracy dzieci obejmuje:
a) wszystkie formy niewolnictwa lub praktyk podobnych do niewolnictwa, takich jak sprzedaż i handel dziećmi, niewolnictwo za długi i pańszczyzna lub praca przymusowa albo obowiązkowa, w tym przymusowe lub obowiązkowe rekrutowanie dzieci do udziału w konflikcie zbrojnym,
b) korzystanie, angażowanie lub proponowanie dziecka do prostytucji, produkcji pornografii lub przedstawień pornograficznych,
c) korzystanie, angażowanie lub proponowanie dziecka do nielegalnych działalności, w szczególności do produkcji i handlu narkotyków, jak to określają stosowne traktaty międzynarodowe,
d) pracę, która ze względu na swój charakter lub okoliczności, w których jest prowadzona, może zagrażać zdrowiu, bezpieczeństwu lub moralności dzieci.
Konwencja Nr 189 dotycząca pracowników domowych z 2011 w art. 3 nakazuje zastosować w odniesieniu do pracowników domowych środki wymienione w Konwencji w tym w pkt c) skuteczną likwidację pracy dzieci.
O prawach pracowników opiekujących się dziećmi mówi Konwencja nr 156 dotycząca traktowania pracowników obu płci mających obowiązki rodzinne z 1981 r.
Oprócz regulacji międzynarodowych, w 1992 r. ONZ zainicjował Międzynarodowy Program na rzecz Eliminacji Pracy Dzieci (IPEC). Inicjatywa ta ma na celu stopniowe wyeliminowanie pracy dzieci poprzez wzmocnienie krajowego potencjału w zakresie rozwiązywania niektórych powodów pracy dzieci. Jedną z kluczowych inicjatyw są tzw. programy czasowe w krajach, w których praca dzieci jest najbardziej rozpowszechniona, a możliwość edukacji ograniczona. Inicjatywa ma na celu między innymi osiągnięcie powszechnej dostępności szkół podstawowych. IPEC rozszerzył się o co najmniej następujące kraje docelowe: Bangladesz, Brazylia, Chiny, Egipt, Indie, Indonezja, Meksyk, Nigeria, Pakistan, Demokratyczna Republika Konga, Salwador, Nepal, Tanzania, Dominikana, Kostaryka, Filipiny, Senegal, RPA i Turcja.
Kampanie nakierowane na dzieci zostały zainicjowane przez Międzynarodowy Program na rzecz Eliminacji Pracy Dzieci (IPEC) w celu wsparcia zapobiegania wszelkich form pracy dzieci, jak również eliminacji samego zjawiska. Światowa inicjatywa "Muzyka przeciwko pracy dzieci" rozpoczęła się w 2013 roku, aby zaangażować dzieci wykluczone społecznie w zorganizowaną działalność muzyczną i edukację, celem ochrony ich przed wyzyskiem.

#### Wyjątki

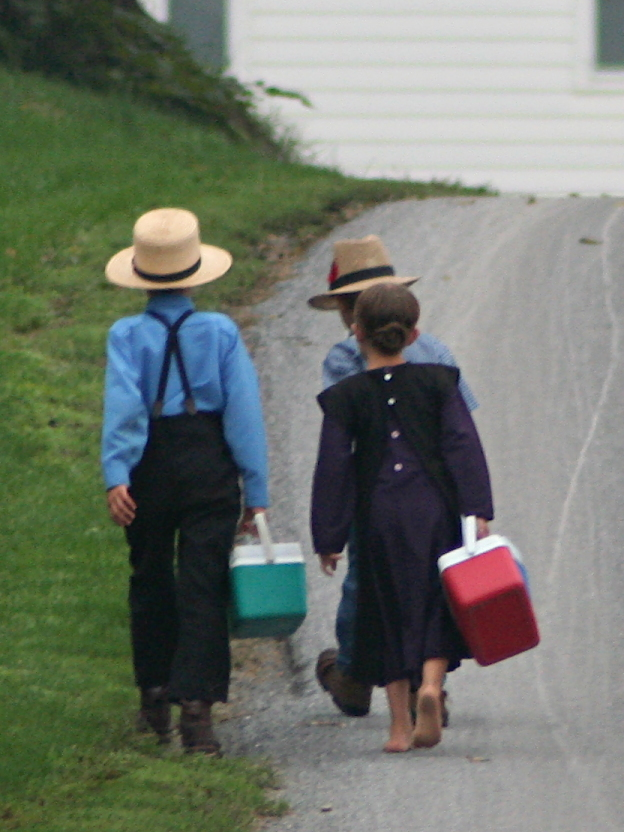
W Stanach Zjednoczonych dzieci amiszów, w wieku ponad 14 lat, mogą pracować przy przetwórstwie drewna

W 2004 r. Stany Zjednoczone przyjęły poprawkę do Fair Labour Standards Act of 1938., pozwalającą niektórym dzieciom w wieku 14-18 lat pracować w przedsiębiorstwie lub poza nim, przy przetwórstwie drewna. Celem ustawy jest poszanowanie religijnych i kulturalnych potrzeb społeczności amiszów w Stanach Zjednoczonych, którzy uważają, że praca jest skutecznym sposobem edukowania dzieci. Prawo zezwala dzieciom amiszów na pracę z rodzicami, począwszy od ósmej klasy szkoły podstawowej.
W 1996 państwa członkowskie Unii Europejskiej poprzez dyrektywę 94/33/WE, zgodziły się na szereg wyjątków co do zakazu pracy dzieci. Zgodnie z tymi regulacjami, dzieci w różnym wieku mogą podejmować zarobkowe działania kulturalne, artystyczne, sportowe lub reklamowe, jeżeli zostały upoważnione przez właściwy do tego organ. Dzieci powyżej 13 roku życia mogą wykonywać lekką pracę, przez ograniczoną liczbę godzin w tygodniu, w ramach innej działalności gospodarczej, określonej według uznania każdego kraju. Dodatkowo prawo europejskie pozwala dzieciom w wieku 14 lat i starszym pracować w ramach programu work/training. W dyrektywie UE wyjaśniono, że te wyjątki nie zezwalają na pracę tam, gdzie dzieci mogą doświadczać szkodliwego kontaktu z niebezpiecznymi substancjami. Niemniej jednak, wiele dzieci w wieku poniżej 13 lat pracuje, nawet w najbardziej rozwiniętych krajach UE. Np. jedno z badań wykazało, że ponad jedna trzecia holenderskich dwunastoletnich dzieci ma pracę, a najczęstszą z nich jest opieka nad dziećmi.

### Skuteczność regulacji
Uczeni spierają się co do środków prawnych, które najlepiej zwalczałyby zjawisko pracy dzieci. Część z nich jest za wprowadzeniem przepisów, które nakładałyby całkowity zakaz jakiejkolwiek pracy osób poniżej 18 roku życia. Inni sugerują, że obecne prawo międzynarodowe jest wystarczające, natomiast problem polega na jego stosowaniu.
Niektórzy badacze uważają jakąkolwiek pracę dzieci w wieku 18 lat lub mniej za złą, ponieważ może wiązać się z analfabetyzmem, niehumanitarnymi warunkami pracy i obniżeniem kapitału ludzkiego. Praca dzieci prowadzić ma również do złych standardów pracy dla dorosłych, obniża płace dorosłych i skazuje gospodarki krajów trzeciego świata na formy produkcji wymagające niskiego poziomu umiejętności i tani eksport niskiej jakości. Im więcej dzieci pracujących w biednych krajach, tym więcej jest gorzej opłacanych miejsc pracy dla dorosłych w tych krajach. Istnieją więc moralne i ekonomiczne powody, które uzasadniają całkowity zakaz pracy od dzieci w wieku 18 lat lub poniżej, wszędzie na świecie.
Część uczonych uważa jednak te argumenty za błędne, twierdząc, że ignorują one dane historyczne i więcej regulacji wyrządzi więcej szkód niż pożytku. Według nich praca dzieci jest jedynie symptomem znacznie poważniejszego problemu – ubóstwa. Jeśli prawo zabrania wszelkiej pracy, która umożliwia biednym przetrwanie, nieformalna gospodarka, nielegalne operacje i podziemne przedsiębiorstwa będą się rozwijać. Zwiększy to wyzysk dzieci. W biednych krajach o bardzo wysokim wskaźniku pracy dzieci, takich jak Etiopia, Czad, Niger i Nepal, szkoły nie są powszechnie dostępne, a nieliczne istniejące oferują edukację o niskiej jakości lub są niedostępne pod względem finansowym. Badania wskazują, że inne możliwości dla pracujących dzieci (takie jak uprawa ziemi na własne potrzeby, udział w bojówkach lub prostytucja) są gorsze. Praca dzieci nie jest wyborem, jest koniecznością, jedyną opcją przetrwania. Praca dzieci jest złą opcją, ale spośród wszystkich złych opcji, jest najmniej niepożądaną.

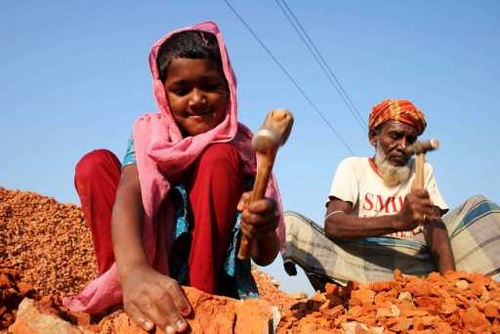
Praca dzieci w Bangladeszu

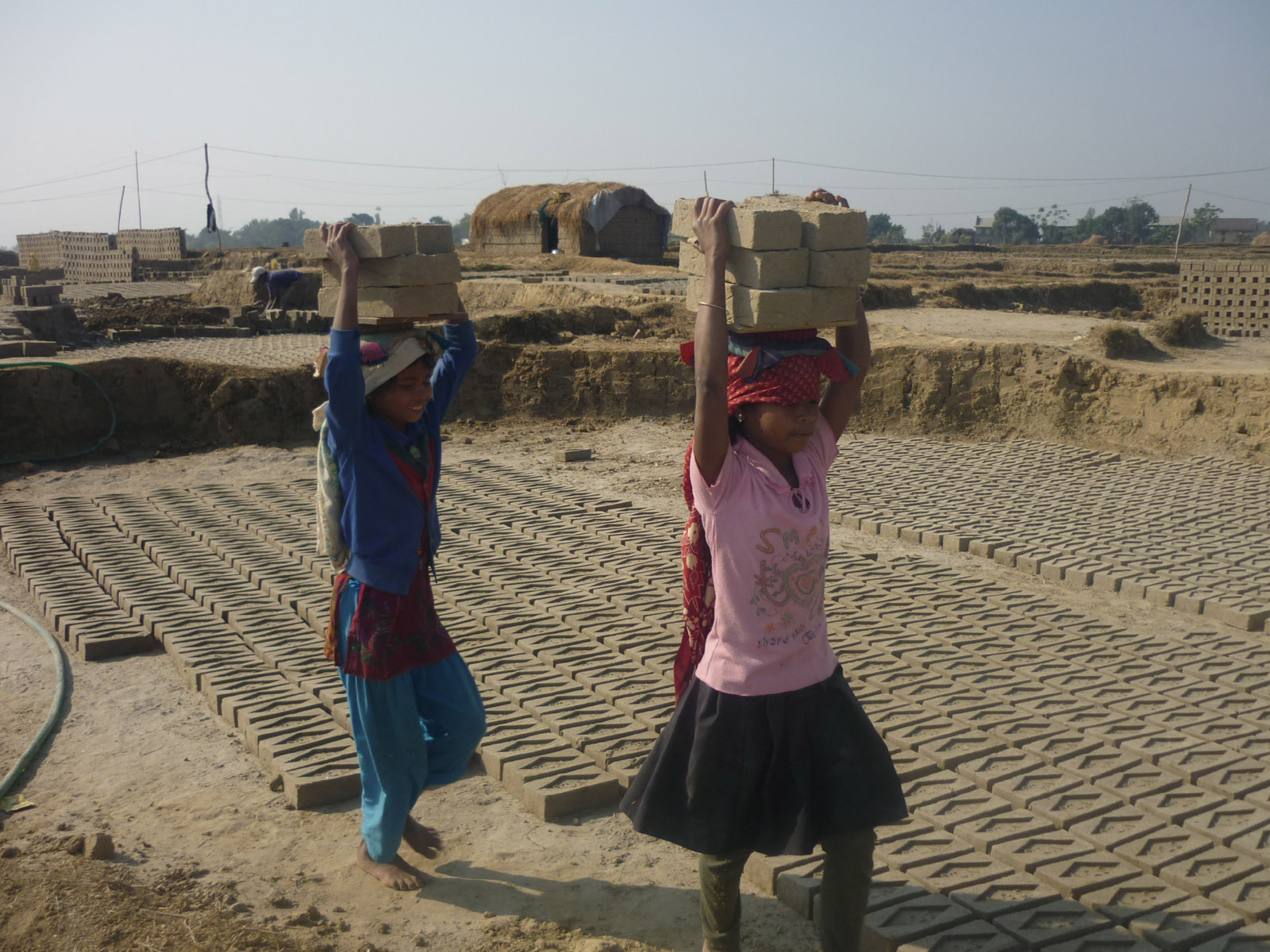
Dziewczynki pracujące w fabryce cegieł w Nepalu

Opierając się na danych ekonomicznych i socjologicznych, badacze wskazują, że zatrudnienie dzieci w Europie i Stanach Zjednoczonych na początku XX wieku zakończyło się w dużej mierze poprzez rozwój gospodarczy, rozwój technologii i upowszechnienie ogólnego dobrobytu. Prawodawstwo o pracy dzieci i konwencje MOP pojawiły się później. Procent dzieci pracujących w Wietnamie gwałtownie spadł współcześnie po reformach gospodarczych i wzroście PKB. Uczeni ci utrzymują, że kluczem do rozwiązania problemu w krajach Trzeciego Świata jest działalność gospodarcza, otwieranie szkół wysokiej jakości i rozszerzanie możliwości rozwoju umiejętności istotnych z ekonomicznego punktu widzenia, a nie tworzenie większej liczby przepisów prawnych. Międzynarodowe sankcje handlowe zwiększają skalę pracy dzieci.

### Organizacje międzynarodowe

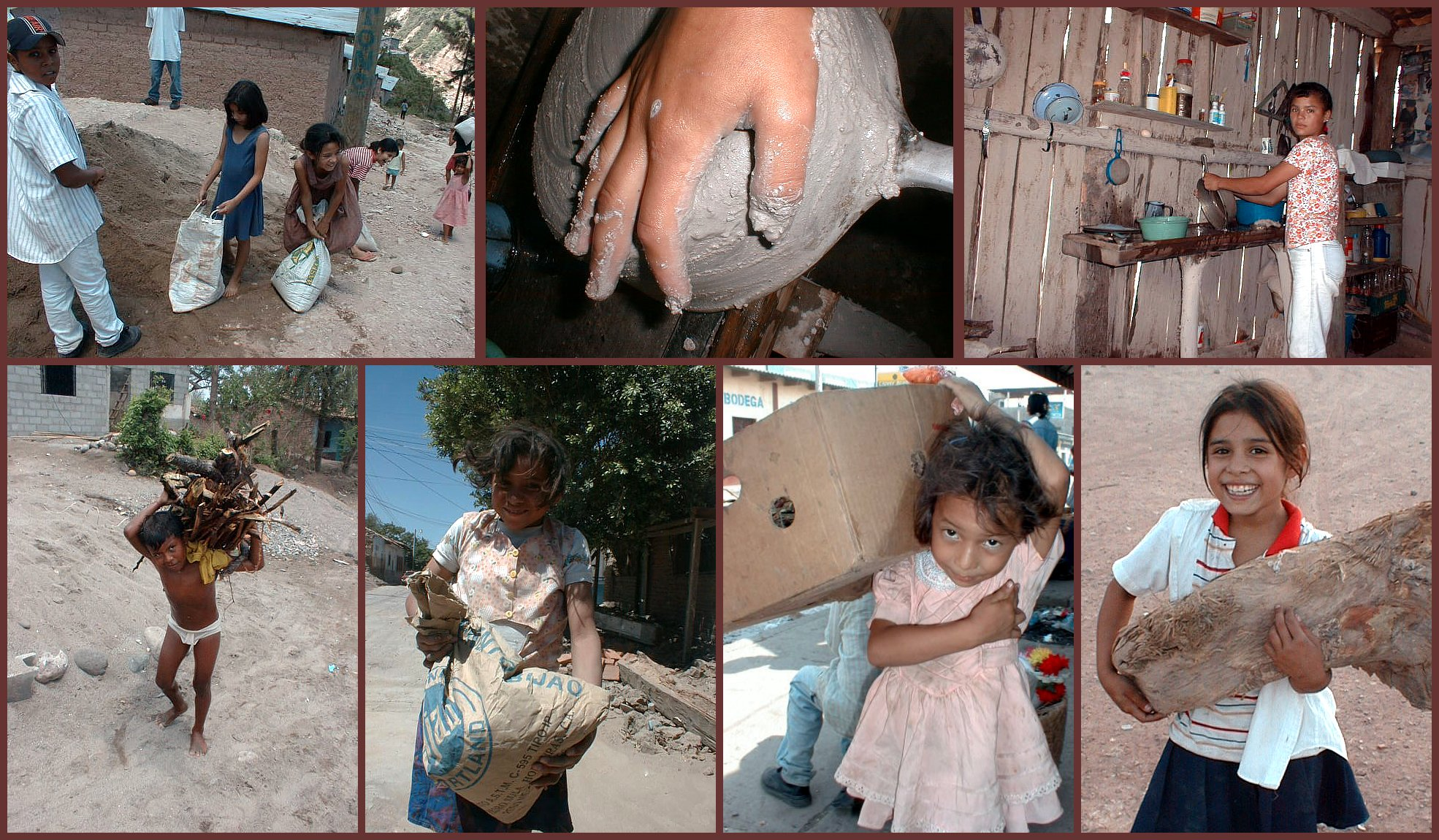
Różne formy pracy dzieci w Ameryce Środkowej (1999)

Założony w 1992 w ramach Międzynarodowej Organizacji Pracy Międzynarodowy program na rzecz likwidacji pracy dzieci (IPEC), ma na celu wyeliminowanie pracy dzieci. Działa w 88 krajach i jest największym tego typu programem na świecie.  IPEC współpracuje z międzynarodowymi i rządowymi agencjami, organizacjami pozarządowymi, mediami oraz dziećmi i ich rodzinami, aby położyć kres pracy dzieci i zapewnić dzieciom edukację i pomoc.
Okresowo rządy, organizacje pracodawców i pracowników spotykają się na globalnych konferencjach, aby ocenić postępy i przeszkody w walce z pracą dzieci. Pierwsza z tych cyklicznych konferencji odbyła się w Oslo (1997), a następne w Hadze (2010), Brazylii (2013) i w Buenos Aires (2017).

### Odpowiedzialność etyczna konsumentów
Jednym z dyskutowanych zagadnień etycznych związanych z pracą dzieci jest odpowiedzialność moralna konsumentów za zakup produktów stworzonych przy wykorzystaniu pracy dzieci. Jedną z proponowanych form walki ze zjawiskiem jest bojkot konsumencki takich produktów. Wskazuje się jednak, że skutki takiego bojkotu są niejednoznaczne i może on zmusić dzieci do korzystania z bardziej niebezpiecznych lub uciążliwych zawodów, takich jak prostytucja lub rolnictwo. Np. jedno z badań UNICEFu wykazało, że po wprowadzeniu w Stanach Zjednoczonych Child Labour Deterrence Act (1992), około 50 000 dzieci zostało zwolnionych z pracy w przemyśle odzieżowym w Bangladeszu, przechodząc do takich zajęć jak kruszenie kamienia, drobny handel uliczny czy prostytucja, znacznie bardziej niebezpiecznych czy wyzyskujących niż produkcja odzieży. Badanie wskazuje, że bojkoty konsumenckie są nieskutecznymi instrumentami, których długofalowe konsekwencje mogą raczej szkodzić, niż pomagać dzieciom .

## Przypadki szczegółowe

### Produkcja kakao
W 1998 UNICEF poinformował, że na Wybrzeżu Kości Słoniowej rolnicy korzystają z niewolniczej pracy dzieci pochodzących z okolicznych krajów . Pod koniec 2000 roku dokument BBC donosił o wykorzystywaniu w Afryce Zachodniej dziecięcych niewolników do produkcji kakao . W 2001 r. pojawiły się doniesienia o powszechnym niewolnictwie dzieci i handlu dziećmi w produkcji kakao  . Departament Stanu USA oszacował, że na Wybrzeżu Kości Słoniowej było 15 000 dziecięcych niewolników pracujących na plantacjach kakao, bawełny i kawy, a stowarzyszenie producentów czekolady przyznało, że dziecięcy niewolnicy są wykorzystywani przy zbiorach kakao .
Malijscy migranci od dawna pracowali na plantacjach kakao na Wybrzeżu Kości Słoniowej, ale w 2000 r. ceny kakao spadły do najniższego poziomu od 10 lat i niektórzy plantatorzy przestali płacić swoim pracownikom . Malijscy obrońcy praw musieli uratować niektórych chłopców, którzy nie otrzymali zapłaty za pięć lat i byli bici, jeśli próbowali uciec . Zdaniem malijskich władz 15 000 dzieci, niektóre nawet w wieku 11 lat, pracowało na Wybrzeżu Kości Słoniowej w 2001 roku .
Dzieci te pochodzą często z biednych rodzin lub slumsów, i zostały sprzedane do pracy w innych krajach . Rodzicom powiedziano, że dzieci znajdą pracę i wyślą pieniądze do domu, ale gdy dzieci opuszczały dom, często pracowały w warunkach przypominających niewolnictwo  . W innych przypadkach żebrzące dzieci były zwabiane na stacjach autobusowych i sprzedawane jako niewolnicy.
Przemysł kakaowy został oskarżony o czerpanie korzyści z niewolnictwa i handlu dziećmi. European Cocoa Association odrzuciło te zarzuty jako "fałszywe i przesadne", a przedstawiciele branży stwierdzili, że sprawozdania nie są reprezentatywne dla wszystkich obszarów . W późniejszym okresie branża uznała, że warunki pracy dla dzieci były niezadowalające, a prawa dziecka były czasami łamane, uznając, że roszczeń nie można zignorować. W wywiadzie dla BBC ambasador Wybrzeża Kości Słoniowej w Wielkiej Brytanii uznał doniesienia o powszechnym wykorzystywaniu niewolniczej pracy dzieci przez 700 000 plantatorów kakao za absurdalne i niedokładne .
W 2001 r. międzynarodowy przemysł kakaowy i czekoladowy zaakceptował dobrowolne porozumienie, zwane protokołem Harkina-Engela, mającym na celu wyeliminowania najgorszych form pracy dzieci (w rozumieniu konwencji MOP 182) w Afryce Zachodniej. W wyniku porozumienia stworzono fundację International Cocoa Initiative (2002). Fundacja, zgodnie z jej raportami, prowadziła w 2011 roku aktywne programy mające na celu eliminację najgorszych form pracy dzieci w 290 społecznościach uprawiających kakao na Wybrzeżu Kości Słoniowej i w Ghanie, docierając do 689 000 ludzi. Inne organizacje twierdzą, że poczyniono postępy, ale założone przez protokół cele na rok 2005 zostały osiągnięte.

### Górnictwo w Afryce
W 2008 r. Bloomberg podał, że chińskie korporacje w Kongo zaopatrywane są w miedź i kobalt przez kopalnie wykorzystujące pracę dzieci. Dzieci pracują jako creuseurs, tzn. kopią rudę ręcznie, noszą worki z rudami na plecach, a te są następnie nabywane przez te firmy. Ponad 60 spośród 75 zakładów przetwórczych Katangi należy do chińskich firm, a 90 procent minerałów z tego regionu trafia do Chin. Afrykańskie organizacje pozarządowe twierdzą, że 80 000 pracowników fizycznych w wieku poniżej 15 lat lub około 40% wszystkich górników dostarcza rudy chińskim firmom w tym afrykańskim regionie. Amnesty International podało w 2016, że część kobaltu sprzedawanego przez Zhejiang Huayou Cobalt zostało pozyskane przy użyciu pracy dzieci, a następnie zostało wykorzystane w akumulatorach litowo-jonowych zasilających samochody elektryczne i urządzenia mobilne na całym świecie.
W 2012 BBC oskarżyła Glencore o wykorzystywanie pracy dzieci przy wydobyciu i przetwórstwie rudy w Afryce. Glencore zaprzeczył, że używał pracy dzieci twierdząc, że ma ścisłą politykę niezatrudniającą do pracy dzieci. Firma twierdziła, że przestrzega ścisłej polityki, zgodnie z którą cała miedź była prawidłowo eksploatowana, umieszczana w workach z numerowanymi pieczęciami, a następnie wysyłana do huty. Glencore wspomniała, że zdaje sobie sprawę z tego, że na terenie przyznanej jej koncesji, pracowali również nielegalni, rzemieślniczy górnicy, w tym prawdopodobnie dzieci. Glencore prowadziła działania na rzecz usunięcia tych górników.
Rzemieślnicze górnictwo złota na małą skalę jest kolejnym źródłem niebezpiecznej pracy dzieci na ubogich obszarach wiejskich w niektórych częściach świata. Ta forma wydobycia wykorzystuje metody pracochłonne i mało zaawansowane technologicznie. Jest to nieformalny sektor gospodarki. Human Rights Watch szacuje, że około 12% światowej produkcji złota pochodzi z kopalni rzemieślniczych. W Afryce Zachodniej, w krajach takich jak Mali (trzeci co do wielkości eksporter złota w Afryce) od 20 000 do 40 000 dzieci pracuje w górnictwie rzemieślniczym. Dzieci i ich rodziny cierpią z powodu ekspozycji na toksyczne chemikalia, w tym rtęć, i wykonują niebezpieczne prace, takie jak kopanie szybów i praca pod ziemią, ciągnięcie, przenoszenie i kruszenie rudy. Złe warunki pracy szkodzą długoterminowemu zdrowiu dzieci, a także powodują skażenie lokalnych rzek, wód gruntowych i jezior setkami ton rtęci rocznie. Dla wielu ubogich rodzin z dziećmi jest to jednak podstawowe i czasami jedyne źródło dochodów.

### Przemysł odzieżowy
Raport Human Rights Watch z 2003 podawał, że dzieci w wieku od pięciu lat były zatrudnione i pracowały do 12 godzin dziennie, od sześciu do siedmiu dni w tygodniu, w przemyśle jedwabniczym. Przypadki takie były częste w Indiach w stanach Karnataka, Uttar Pradesh i Tamilnadu. Niemieccy dziennikarze na przykładzie przemysłu jedwabniczego zbadali w 2010 konsekwencje akcji mających na celu likwidację pracy dzieci. W 1998 organizacje pozarządowe podawały, że w przemyśle jedwabniczym pracuje 10 000 dzieci w 1000 fabrykach jedwabiu. W innych miejscach, wg danych z 1994, pracowało tysiące dziecięcych niewolników. Po zaangażowaniu się UNICEFu i organizacji pozarządowych, po 2005 r. liczba pracujących dzieci drastycznie spadła i szacowana jest na mniej niż tysiąc.
W grudniu 2009 r. brytyjscy aktywiści wezwali dwie wiodące sieci odzieżowe H&M oraz Zara, by zaprzestały sprzedaży ubrań wykonanych z bawełny, która mogła zostać zebrana przez dzieci. Anti-Slavery International i Environmental Justice Foundation oskarżyły H&M i Zarę o wykorzystywanie dostawców bawełny w Bangladeszu i surowców z Uzbekistanu, gdzie dzieci w wieku 10 lat są zmuszane do pracy w polu. Aktywiści nawoływali do zakazu używania uzbeckiej bawełny i wdrożenia systemów śledzenia przesyłek (track and trace\\), aby zagwarantować etyczne odpowiedzialne źródło materiałów. H&M odpowiedział, że nie akceptuje pracy dzieci i stara się unikać używania uzbeckiej bawełny, ale przyznał, że nie ma żadnych wiarygodnych metod, aby uzbecka bawełna nie trafiła do żadnego z jego produktów. Przedstawiciel Inditeksu, właściciela Zary, powiedział, że jego kodeks postępowania zakazuje pracy dzieci.
W 2008 r. BBC poinformowało, że Primark wykorzystuje pracę dzieci w produkcji odzieży. Pochodząca z Primarku ręcznie haftowana koszula o wartości 4 funtów stała się punktem wyjścia dla filmu dokumentalnego BBC w serii Panorama. W programie konsumenci byli proszeni o zadanie sobie pytania: "Dlaczego płacę tylko 4 funty za ręcznie wyszywany top? Kto zrobił to za tak niewielką cenę?", a następnie prezentował sposób produkcji odzieży z wykorzystaniem pracy dzieci. Program otrzymał nagrodę Royal Television Society, a Primark podjął działania, w wyniku których w 2008 zerwał umowy z trzema indyjskimi dostawcami. Przez kolejne trzy lata Primark badał zarzuty BBC, stwierdzając ostatecznie, że program BBC podawał nieprawdę. W 2011 BBC Trust przeprowadziło dochodzenie, po którym ogłosiło, że jest duże prawdopodobieństwo, że materiał z Bangalore nie był autentyczny. BBC przeprosiło za fałszowanie zdjęć i zwróciło nagrodę.
O korzystanie z pracy dzieci była oskarżano w 2007 sieć GAP. Firma zareagowała przeprosinami i wycofaniem towarów z półek. Przeprowadzono też audyt i zwiększono kontrolę warunków pracy dostawców.

## Potencjalnie pozytywne aspekty pracy dzieci
Pojęcie pracy dzieci może wprowadzać w błąd, kiedy myli się szkodliwą pracę zawodową z zatrudnieniem, które przynosi dzieciom korzyści. Często pomija się również niebezpieczne zajęcia wykonywane poza miejscem pracy, oraz pozytywne konsekwencje pracy. Jednym z przykładów są prace domowe. Prawie wszystkie rodziny (z wyjątkiem tych najlepiej sytuowanych) muszą samodzielnie zajmować się sprzątaniem, gotowaniem i opieką nad domem. W wielu domostwach częścią codziennych obowiązków jest  prowadzenie małego biznesu, gospodarstwa rolnego lub hodowli. W takich rodzinach dzieci od najmłodszych lat uczestniczą w handlu, wykonując drobne obowiązki pod okiem dorosłych, co stanowi istotny aspekt życia społecznego i pozwala im na wdrożenie się pracę, którą będą wykonywać gdy zaczną dorosłe życie.
Ogromna liczba dzieci na całym świecie podejmuje pracę już we wczesnych latach dzieciństwa i spełnia ona ważną funkcję w trakcie ich dorastania. Praca może na różne sposoby przyczyniać się do dobrostanu dzieci; często podejmują one pracę w celu poprawy warunków życia, zarówno w krótszej jak i w dłuższej perspektywie. Na poziomie materialnym praca dzieci często przyczynia się do wytwarzania żywności lub dochodu, który przynosi korzyści całym ich rodzinom, co jest szczególnie ważne w przypadku rodzin skrajnie ubogich. Praca może zapewnić wyjście z ubóstwa i umożliwić dzieciom zmianę środowiska, na takie w którym ich szanse na udane życie będą dużo większe. Praca, zwłaszcza ta płatna, często sprawia przyjemność młodym ludziom ze względu na możliwość kontaktu z rówieśnikami. Nawet gdy praca jest wymagająca, a warunki pracy niesprzyjające, dzieci często znajdują sposoby na połączenie jej z zabawą.
Podczas gdy praca w pełnym wymiarze czasu bezsprzecznie utrudnia naukę, to dane na temat pracy w niepełnym wymiarze godzin nie są jednoznaczne. Nawet niepełny wymiar czasu pracy może utrudniać naukę. Często jednak wiele ubogich dzieci pracuje po to, by zapewnić sobie zasoby finansowe, które ją umożliwią. Dzieci, które nie radzą sobie w szkole mogą szukać satysfakcji w pracy zarobkowej. Dobre relacje z przełożonym w miejscu pracy mogą łagodzić napięcia odczuwane w szkole i w domu. We współczesnym świecie edukacja szkolna jest tak kluczową kwestią, że obowiązki szkolne stały się dominującym rodzajem pracy wykonywanej przez dzieci, często zastępując ich udział w innego rodzaju pracach. Jeśli program lub jakość nauczania szkoły nie zapewniają dzieciom odpowiednich umiejętności względem dostępnych stanowisk pracy lub jeśli uczniowie nie mają zdolności do zajęć szkolnych, szkoła może utrudniać nabywanie tradycyjnych umiejętności, np. z zakresu rolnictwa, które dla takich osób okażą się niezbędne w dorosłym życiu.